# Liste des romans des Six Compagnons
La série des Six Compagnons se compose de deux séries distinctes :
- la série originale écrite par Paul-Jacques Bonzon de 1961 à 1978 : 38 romans.
- la série parue de 1980 à 1994 écrite  par d'autres auteurs : 11 romans.

Au total, quarante-neuf titres ont été publiés.

## Liste des romans de Paul-Jacques Bonzon

### Les Compagnons de la Croix-Rousse

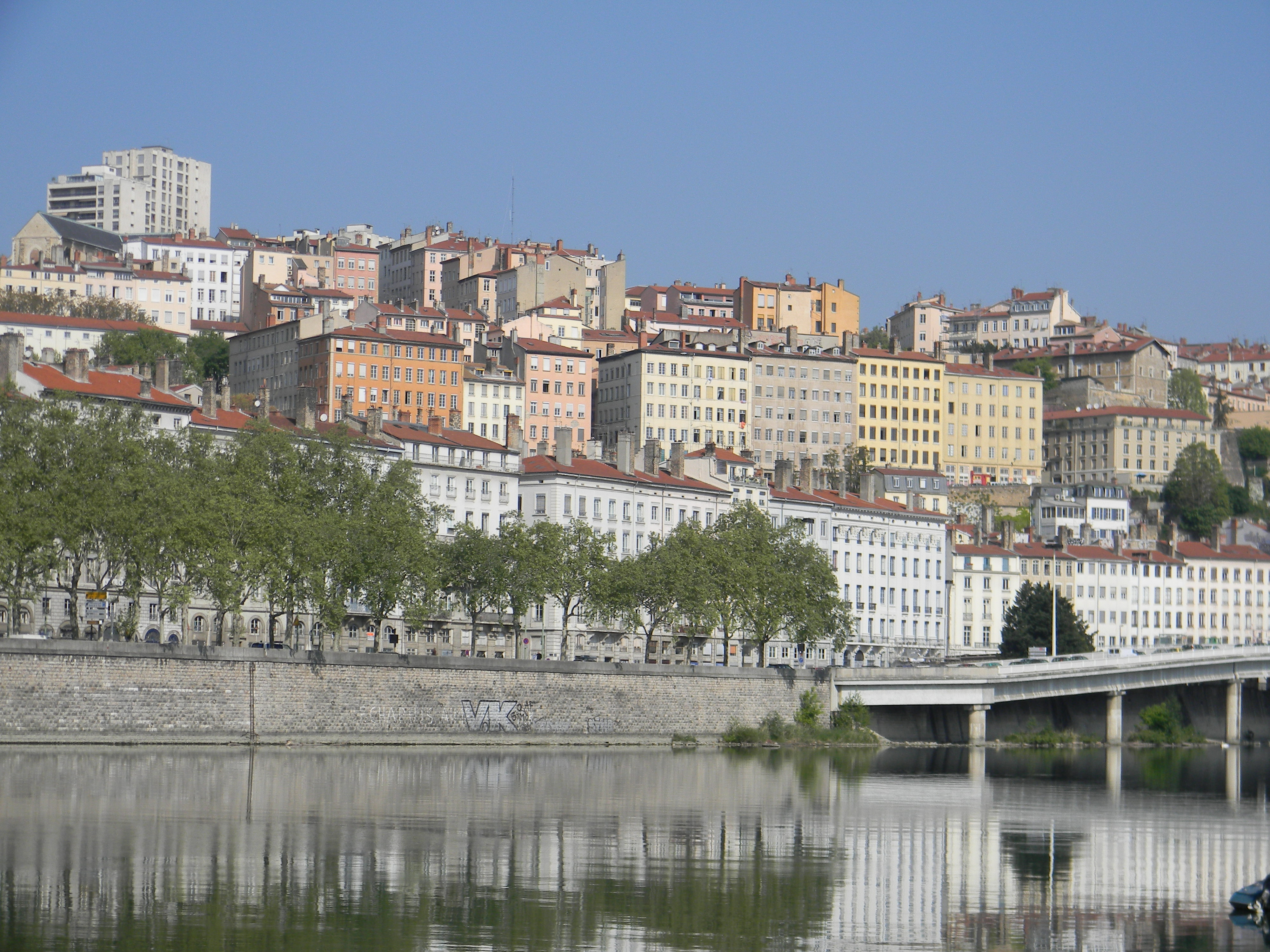
La colline de La Croix-Rousse.

À partir de 1981, le titre sera changé en Les Six Compagnons de la Croix-Rousse.
- Numéro dans la série : 1
- Auteur : Paul-Jacques Bonzon
- Année de parution : 1961
- Illustrations : Albert Chazelle
- Lieu de l'action : Reillanette (limite de la Drôme et du Vaucluse, entre Roquemaure) et Lyon.

### Les Six Compagnons et la Pile atomique
- Numéro dans la série : 2
- Auteur : Paul-Jacques Bonzon
- Année de parution : 1963
- Illustrations : Albert Chazelle
- Nombre de pages : 190

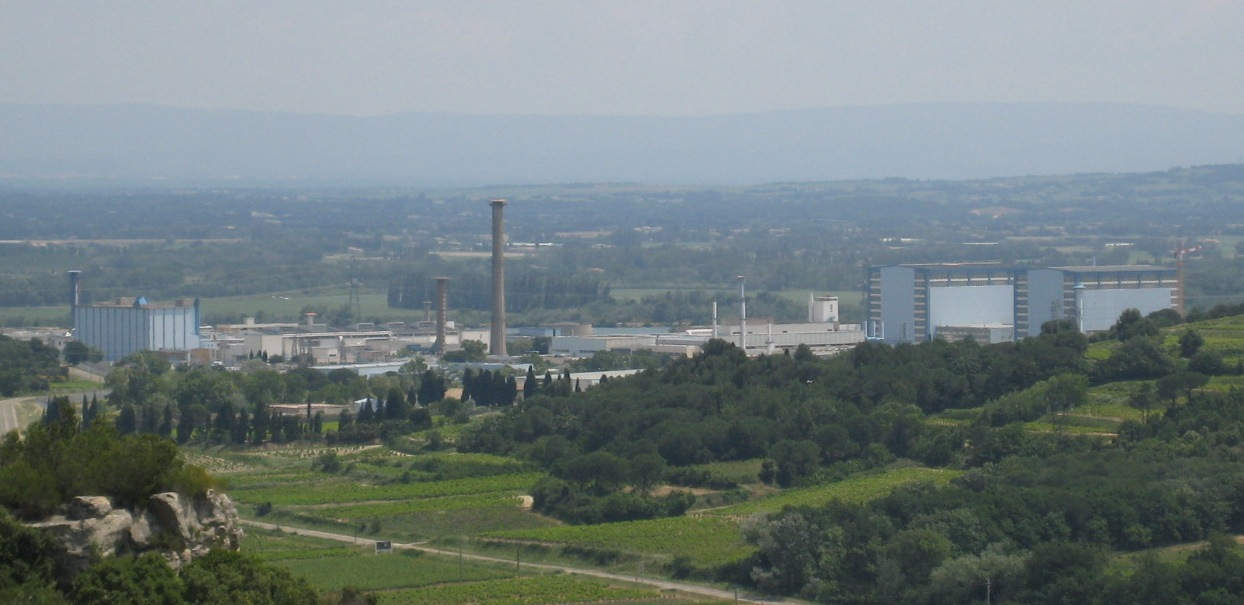
Vue aérienne du site nucléaire de Marcoule.

- Lieu de l'action : Lyon, Tournon, Reillanette[2], le site nucléaire de Marcoule, Saint-Ignace et Barthézon (villages imaginaires).Le village de Reilhanette
- Résumé : 

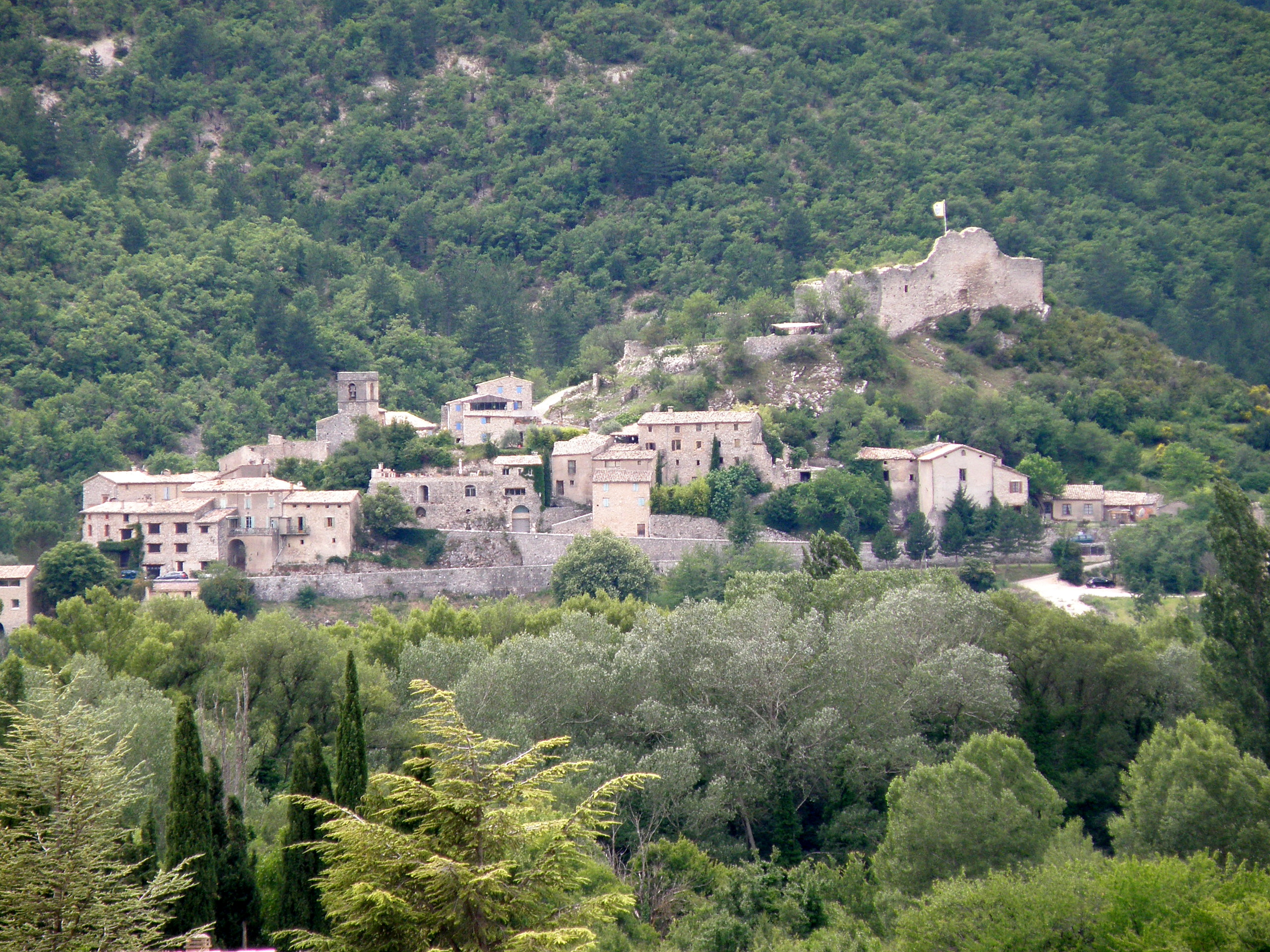
Le village de Reilhanette

  - Début juillet, alors que la classe est finie, les Six Compagnons décident de rejoindre Mady, partie dans le sud de la France à Reillanette, le village natal de Tidou, pour se remettre de sa maladie. Prévoyant de mettre deux jours à vélo, en passant une nuit à la belle étoile à Tournon, des ennuis mécaniques les contraignent à camper une seconde nuit. Ils s'installent à proximité d'un village (correspondant selon toute vraisemblance à Bagnols-sur-Cèze), où de tous récents grands ensembles ont été construits, destinés à accueillir le personnel du site nucléaire de Marcoule. Ils décident de passer la nuit dans un petit bois quelques kilomètres plus loin.
  - Au cours de la nuit Tidou s'aperçoit de la disparition de Kafi. Se mettant à la recherche de Kafi, les Compagnons se rendent compte qu'ils sont tout proche du centre nucléaire. Ils finissent par retrouver le chien Kafi, blessé et incapable de se déplacer. Au matin, se remettant en route, Kafi est transporté dans sa caisse. Ils atteignent Reillanette et retrouvent Mady. Ils s'installent au sommet du village, dans un moulin désaffecté. Au pied de la colline, ils remarquent une tente de camping. Kafi ne guérissant pas, ils l'amènent chez un rebouteux qui extrait une balle de revolver. La nuit venue, ils observent que les mystérieux campeurs effectuent des allers-retours en voiture sur la route de Roquemaure, dans la direction de Marcoule. Les Compagnons surveillent les deux hommes et vont « visiter » leur campement, dans lequel ils trouvent des cartes du site de Marcoule, des armes, ainsi qu'une valise semblant contenir une bombe. Décidant d'alerter les autorités, ils se rendent à la gendarmerie pour exposer leurs soupçons mais le brigadier ne les prend pas au sérieux. Ils découvrent que les deux hommes sont accompagnés d'un enfant d'environ 10 ans, prénommé Niky. Mady fait sa connaissance et l'interroge, mais l'enfant ne répond pas aux questions.
  - Convaincus que les deux hommes vont effectuer un sabotage ils décident de retourner dans le bois où Kafi a été retrouvé et d'attendre leur venue. Vers minuit, les Compagnons aperçoivent à travers l'obscurité trois silhouettes, puis l'une d'elle disparait. Ils découvrent un tunnel, au fond duquel se trouve Niky. Il leur indique que l'explosion est prévue pour cette nuit. Tidou et Corget trouvent un second tunnel. Kafi met alors hors d'état de nuire deux hommes, qui ne sont pas les deux campeurs, avant l'arrivée de la police. Débouchant du tunnel à l'intérieur du site de Marcoule, ils découvrent alors que les deux hommes qu'ils soupçonnaient depuis le début étaient en réalité des policiers qui surveillaient les saboteurs. Niky était le fils d'un des policiers, enlevé par les deux saboteurs. Le lendemain, tout le monde se retrouve au moulin pour fêter la résolution du mystère.
- Remarques : 
  - Comme pour l'intégralité des premiers romans, la narration du roman est faite par Tidou. Les Compagnons font l'acquisition des vélos qu'ils utiliseront jusqu'au roman Les Six Compagnons et les Agents secrets.
  - Il s'agit du premier roman portant la mention du nom de la série « Les Six Compagnons ».
  - Le roman est publié dans sa première édition dans la collection Bibliothèque de la jeunesse de l'éditeur Hachette Jeunesse. Cette dernière est remplacée la même année par la Bibliothèque verte, et le roman est réédité, avec Albert Chazelle comme illustrateur. Plusieurs rééditions sont par la suite effectuées dans les années 1970 en lien avec l'évolution graphique des livres de la 3e série. En 1984, le roman est édité dans la 4e série, illustré par Christian Vicini[3].
  - Le roman n'est pas réédité en 2000, à l'inverse de nombreuses histoires de la série Les Six Compagnons illustrées par André Taymans. Le roman est réédité en 2014, dans la collection Bibliothèque rose, sous le nom Alerte au sabotage ! où il subit une importante simplification du texte.

### Les Six Compagnons et l'Homme au gant
- Numéro dans la série : 3
- Auteur : Paul-Jacques Bonzon
- Année de parution : 1963
- Illustrations : Albert Chazelle
- Nombre de pages : 184

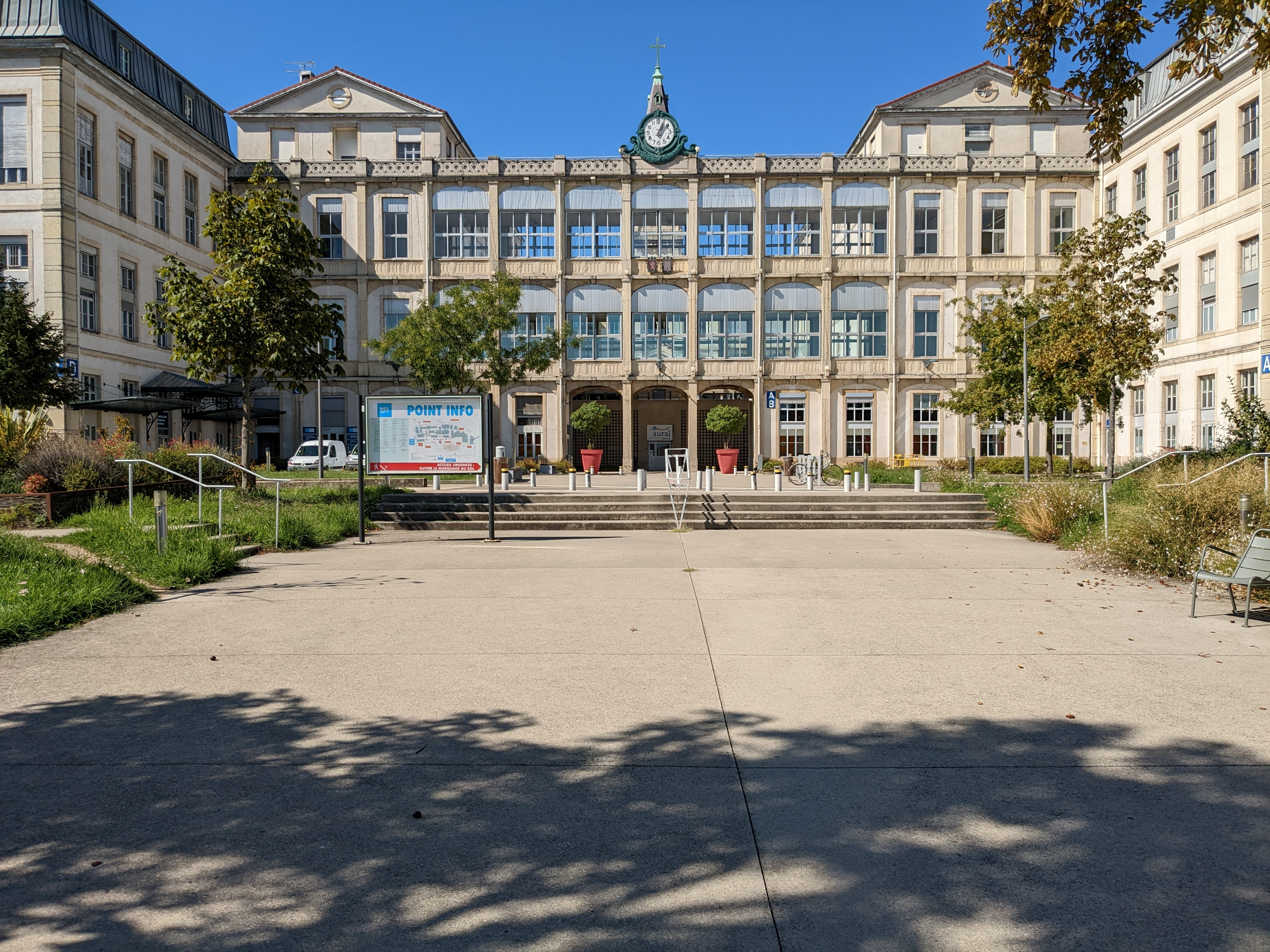
L'hôpital de la Croix-Rousse, lieu de départ de l'aventure.

- Lieu de l'action : Lyon (La Croix-Rousse, Saint-Just)
- Résumé : 
  - Gnafron (Louis Gerland), l'un des Compagnons, a une appendicite et doit se faire opérer. Ses amis n'apprennent la nouvelle qu'une fois l'intervention chirurgicale effectuée. Gnafron leur révèle que dans sa chambre de l'hôpital de la Croix-Rousse se trouve un jeune garçon, Loulou, qui lui a fait des révélations. Peu avant qu'il ne soit hospitalisé, il avait entendu deux hommes avoir une discussion sur un sujet apparemment secret et peut-être illégal. S'apercevant de la présence de Loulou, l'un des hommes l'avait menacé. Alors même que Gnafron est encore à l'hôpital, les Compagnons décident d'enquêter sur cette affaire.
  - Ils se rendent sur les lieux indiqués par Loulou et vérifient que sa description des lieux est exacte. Lors de la visite, le chien Kafi s'empare d'un gant qui a la particularité de n'avoir que quatre doigts : le morceau de laine correspondant à l'index a été découpé et la laine a été cousue ; le porteur de ce gant a donc un doigt en moins. Les Compagnons enquêtent dans le quartier. Se présentant chez un buraliste, ils constatent que l’homme est très intéressé par le gant retrouvé, ce qui donne la puce à l'oreille aux Compagnons. Ils mettent en place une planque pour surveiller le buraliste. Ils ne tardent pas à être intrigué par les activités de son jeune commis, qui avec son vélo livre des objets à des particuliers. La surveillance étroite de ce jeune homme montre qu'il livre effectivement des objets étroitement emballés. Le jeune homme s'aperçoit de la filature dont il fait l'objet et prend la fuite. Quelle n'est pas la surprise des Compagnons quand ils retrouvent le jeune homme à l'hôpital, au chevet de Loulou ! Il s'agit en effet d'un voisin de Loulou et déclare être venu prendre de ses nouvelles. Pour sa part, Loulou perd l'appétit : il a reçu à deux reprises des lettres anonymes qui lui enjoignent de ne rien révéler de ce qu'il a entendu. Le jeune commis qui fait des livraisons étant leur seul « indice », les Compagnons décident de se jeter à l’eau. Ils l’accostent et lui révèlent ce qu'ils savent. Le jeune homme déclare s'appeler Riquet et travailler depuis environ un mois chez le buraliste. Ce dernier lui a en effet confié la tâche de faire des livraisons de livres anciens auprès de divers clients. Comme ces livres sont chers, il a demandé à Riquet de vérifier qu'il n'était pas suivi et que les livraisons étaient faites discrètement. Les Compagnons constatent que Riquet semble être innocent d'agissements illégaux. D'ailleurs Riquet vient de démissionner de son poste car il a trouvé un meilleur travail chez un électricien. Il leur communique diverses adresses de particuliers chez qui il a fait des livraisons.
  - Les Compagnons se répartissent les lieux de surveillance des personnes à surveiller. Ainsi Tidou est chargé de surveiller la maison d'une dame. La maison surveillée par Tidou s'avère être le repaire des malfaiteurs. Ceux-ci sont en lien étroit avec le buraliste. Les malfaiteurs disposent d'une presse qui leur permet de fabriquer des milliers de faux timbres, de les insérer dans les tranches épaisses des livres anciens, de les transmettre grâce à Riquet au buraliste qui ensuite les écoule grâce à l'activité de Riquet qui remettait, sans le savoir, les timbres à des receleurs. Grâce à Tidou et à Mady, les quatre malfaiteurs (deux hommes et une femme dans la maison, ainsi que le buraliste) sont arrêtés par la police. Le chef du gang avait effectivement un doigt en moins à sa main droite et c'est lui qui avait perdu le gant trouvé par Kafi. C'est aussi lui qui avait envoyé les lettres anonymes de menaces à Loulou. Ce dernier apprend l'arrestation des bandits. Lui qui avait cessé de se nourrir par stress et par crainte de représailles retrouve immédiatement l'appétit !

### Les Six Compagnons au gouffre Marzal
- Numéro dans la série : 4
- Auteur : Paul-Jacques Bonzon
- Année de parution : 1963
- Illustrations : Albert Chazelle
- Nombre de pages : 158.

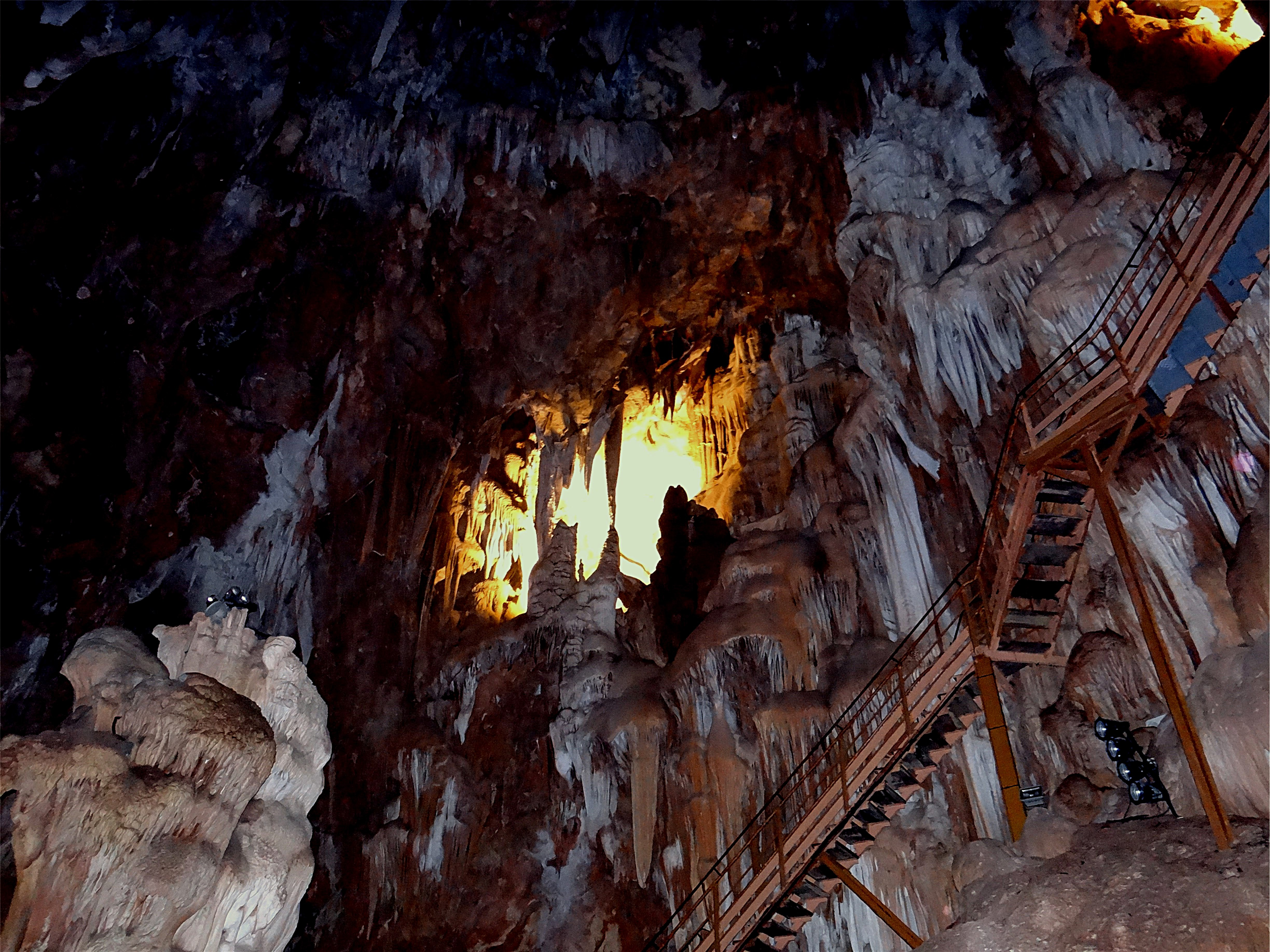
L'aven Marzal.

- Lieu de l'action : Lyon, Aven Marzal à Saint-Remèze, Pont-Saint-Esprit, Bourg-Saint-Andéol (Ardèche)
- Résumé : Après avoir visionné dans un cinéma lyonnais un film documentaire évoquant le gouffre Marzal, les Six Compagnons ont l'opportunité de s'y rendre pour faire, à tour de rôle, office de guides. Mais des événements mystérieux s'y produisent : qui sont ces hommes rencontrés en pleine nuit à proximité de la grotte ? qui a fracturé une serrure, enlevé la chaîne et pénétré dans la grotte ? et pourquoi y être entré frauduleusement ? qui y a brisé une grosse stalactite ? Les Six Compagnons enquêtent et repèrent deux hommes suspects qui logent dans un hôtel des environs. Par la suite, le chien Kafi disparaît près de l’entrée du gouffre : y-est-il tombé ? est-il blessé ou mort ? a-t-il été enlevé et empoisonné à la strychnine par les suspects ?  Kafi est heureusement retrouvé sain et sauf au bout de huit jours, épuisé et affamé après être tombé dans un gouffre. La fin du roman permet de résoudre l’affaire : les deux hommes sont en fait quatre: deux frères qui recherchaient un tableau précieux de Rubens caché dans la grotte vingt ans auparavant et ayant appartenu à leur mère, et deux malfaiteurs qui essayaient de s'approprier l'objet. Les malfaiteurs sont interpellés et le tableau est restitué à ses légitimes propriétaires.

### Les Six Compagnons et l'Homme des neiges
- Numéro dans la série : 5
- Auteur : Paul-Jacques Bonzon
- Année de parution : 1964
- Illustrations : Albert Chazelle
- Nombre de pages : 188

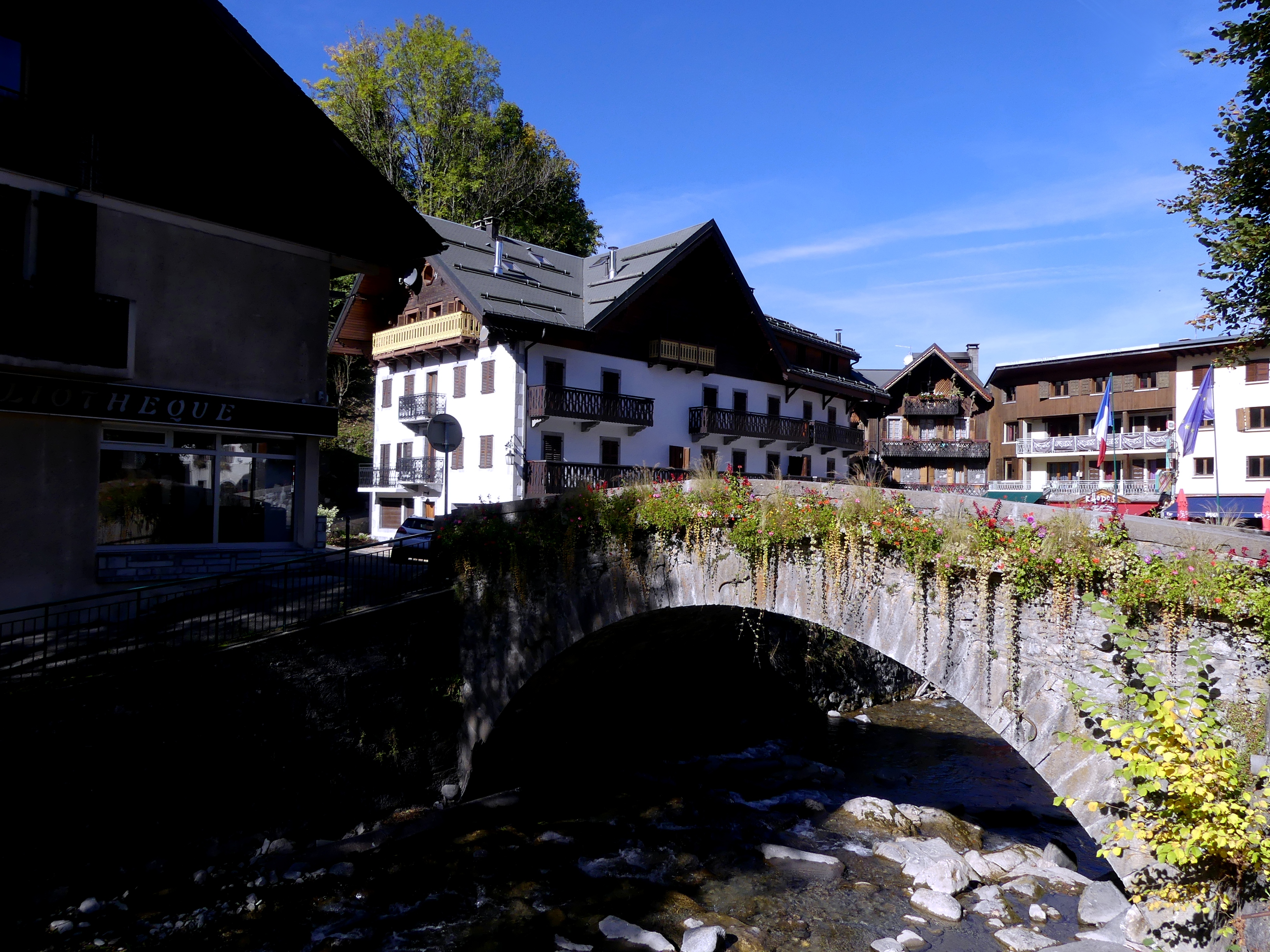
Morzine, en été

- Lieu de l'action : Morzine (Haute-Savoie).
- Résumé : 
  - Une bonne nouvelle pour les Compagnons : leur classe part en classe de neige pendant trois semaines, à Morzine en Haute-Savoie. Le chien Kafi n'est pas prévu pour le voyage, mais sur le quai de la gare, au lieu de rester avec Mady, il court en direction du train, rejoignant ainsi les Compagnons. Arrivés à Morzine, les Compagnons aperçoivent une fillette d'environ 10 ans, esseulée et triste.
  - Durant la nuit, on entend du bruit près de la porte : c'est la fillette. On la fait entrer, on la nourrit, on lui attribue un lit de fortune. Elle parle très peu, se contentant à un moment d'évoquer un certain « Billy ». Mais au petit matin, la jeune fille a quitté les lieux, sans rien dire à personne. On ignore même son prénom. Mais en partant, elle a laissé tombé une lettre émanant de Billy, son frère. Cette lettre contient des informations que les Compagnons souhaitent exploiter. Ils écrivent à Mady pour lui demander de faire des recherches à Lyon. Mady procède à l'enquête : la fillette s'appelle Jeannette et vit seule avec sa grand-mère ; son frère s'appelle Billy et a disparu depuis plusieurs semaines. Les Compagnons découvrent que deux hommes recherchent Jeannette, et peut-être Billy à travers elle. L'un des hommes fait du ski et reçoit de la part des Compagnons le sobriquet d’« Homme des neiges ». La piste les amène en direction d'un photographe qui tient une boutique à l'enseigne « Photo-Flash ». La tenancière de la boutique cache des revolvers dans une boîte à chaussures. La surveillance et la filature de l’« Homme des neiges » amène les jeunes gens à se rendre dans un chalet isolé, après que Gnafron se fut perdu le soir en pleine neige et dans le brouillard. Dans le chalet se trouve Gnafron, ligoté et endormi par un somnifère. Il apparaît que ce chalet est utilisé par les hommes mystérieux pour leurs affaires louches. En pleine nuit, un inconnu pénètre dans le chalet : c'est Billy. Les bandits arrivent au chalet quelques heures après. Une lutte s'engage entre eux et Billy, assisté par les Compagnons. Les hommes sont faits prisonniers.
  - Il s'agissait de contrebandiers et receleurs qui faisaient la navette entre la Suisse et la France, pour écouler en France des produits volés chez les Helvètes. La gendarmerie intervient : les Compagnons, non rentrés à Morzine, étaient considérés comme ayant des problèmes et l'alerte avait été donnée. L'arrivée des gendarmes permet de faire la lumière sur les activités des suspects. Pour sa part, Billy est blanchi : il avait été employé par les receleurs pour faire des voyages France/Suisse, mais découvrant leurs activités, il avait préféré les quitter et se cacher. Jeannette s'était inquiétée pour lui. Tout est bien qui finit bien.

### Les Six Compagnons et la Perruque rouge
- Numéro dans la série : 6
- Auteur : Paul-Jacques Bonzon
- Année de parution : 1964
- Illustrations : Albert Chazelle
- Nombre de pages : 184
- Lieu de l'action : Pérouges (Ain).
- Résumé :  

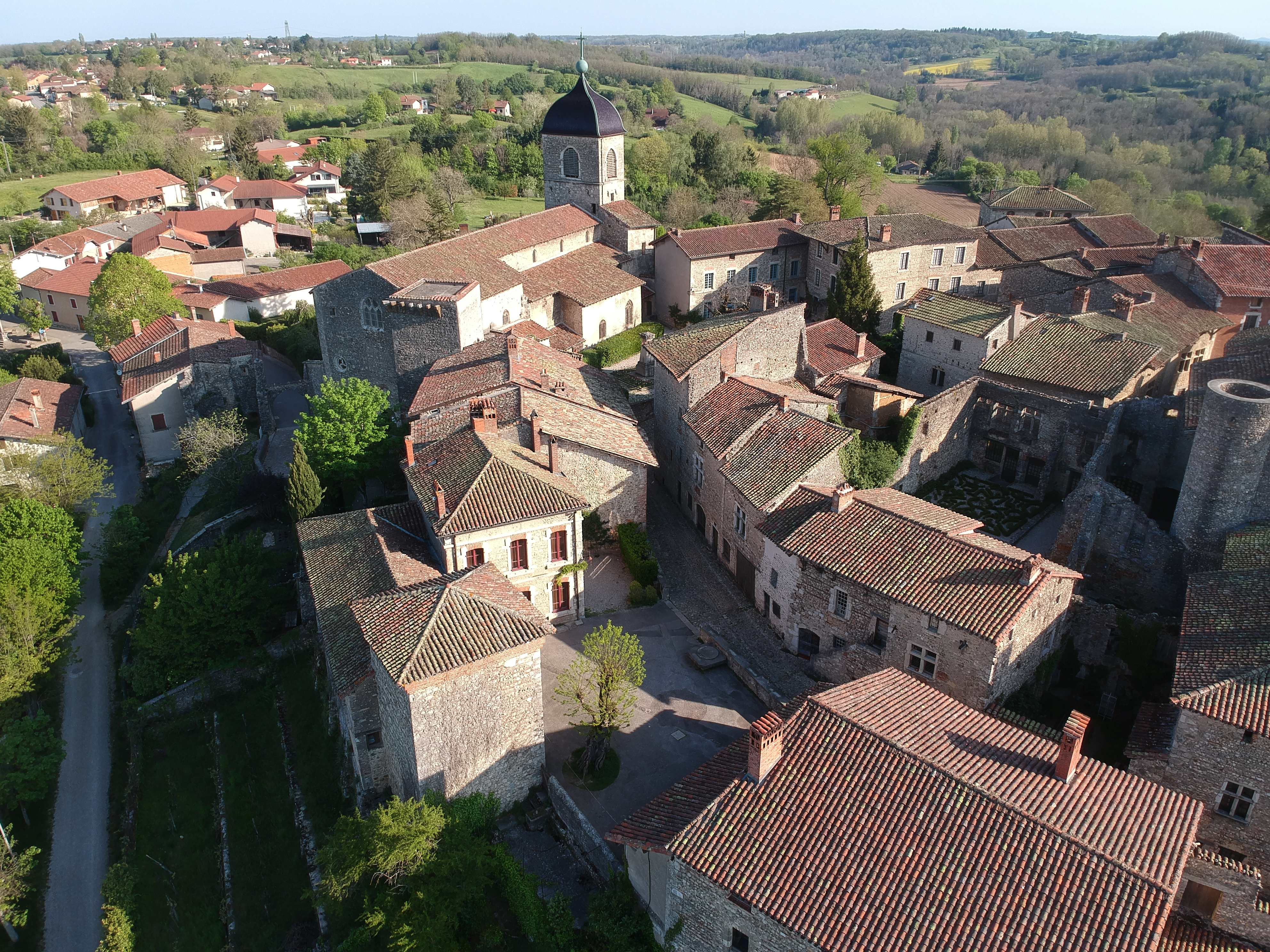
La cité médiévale de Pérouges.

  - Les Compagnons vont visiter la petite ville de Pérouges, située à une quarantaine de kilomètres au nord-est de Lyon, qui a gardé un cachet médiéval pittoresque. Ils y font la connaissance d'un réalisateur de cinéma qui souhaite prochainement y tourner un film historique. Il propose à Mady d'être l'une des actrices du film, et à Tidou de faire tourner Kafi en qualité de « loup ». Les autres compagnons peuvent être embauchés en tant que figurants. Après un petit suspens, les parents des jeunes gens donnent leur accord. Quelques semaines après, lorsque doit débuter le tournage, les adolescents sont tous logés à l'auberge Le Pot d'Étain.
  - Dès le lendemain de leur arrivée, Tidou découvre un message manuscrit inquiétant : « Méfiez-vous ! Votre chien est en danger. ». Le tournage commence. Il est émaillé de divers incidents, le réalisateur se montrant peu content des figurants locaux. Quoi qu'il en soit, plusieurs demi-journées sont passées à faire le tournage. Les Compagnons découvrent un monde dont ils ignoraient tout. Ils apprennent que le père de la jeune fille (prénommée Éliette) qui devait jouer le rôle attribué à Mady est fort mécontent d'apprendre que sa fille a été évincée. Il en est de même d'un homme (le père Barbier) possédant un chien-loup (Dick), lequel a été remplacé par Kafi. Les jeunes gens remarquent qu'une personne portant une perruque rouge ou couleur carotte les suit et observe leurs faits et gestes. On leur apporte alors une triste nouvelle : Kafi semble avoir été empoisonné. Quand ils arrivent à l’auberge, ils apprennent que ce n’est pas Kafi qui a été empoisonné, mais le chien Dick que Kafi a remplacé. Se pourrait-il que l'empoisonneur ou l’empoisonneuse ait voulu tuer Kafi ? L'un des compagnons accuse Éliette d'avoir empoisonné le chien : elle travaillait dans l'auberge et aurait pu vouloir se venger de Mady et de Kafi. Éliette quitte les lieux sans un mot. Plus tard on trouve un second message de la même écriture que le premier : « N'accusez pas Éliette ». Les Compagnons essaient de déterminer l'identité du porteur de la perruque rouge. Il pourrait s'agir de Christian, un adolescent ami d'Éliette et petit-neveu du père Barbier. Faisant sa connaissance, Christian reconnaît implicitement qu'il est l’auteur des deux messages écrits. Le lendemain, un collier précieux appartenant à l'actrice principale du film lui est volé dans son hôtel. Ce collier est retrouvé par Mady dans sa propre armoire ! Les jeunes gens sont perplexes : veut-on accuser Mady du vol ? pensait-on qu'elle ne trouverait pas si vite ce collier ?
  - On apprend alors que la perruque de cinéma de couleur rouge était portée par monsieur Calvet, le propre père d'Éliette. Ce serait donc lui qui aurait suivi les Compagnons ces derniers jours ? Sur ces entrefaites, Christian vient rencontrer les Compagnons : il reconnaît explicitement être l’auteur des deux messages, et leur annonce qu'Éliette a disparu. Il craint pour la vie de la jeune fille et sollicite l'aide urgente des Compagnons. Éliette est activement recherchée par les Compagnons. Elle est finalement retrouvée, enfermée dans la cave de son père. Éliette révèle alors aux Compagnons qu'elle a été placée en famille d'accueil chez les Calvet à la mort de ses parents. Les époux Calvet ne sont pas ses parents et monsieur Calvet est méchant. Il escomptait l'embauche d'Éliette et, lorsqu'il a appris qu'elle n’aurait pas le rôle et serait remplacée par Mady, il a décidé de se venger. C'est lui qui a tenté d'empoisonner Kafi. C'est lui aussi qui a volé le collier précieux. Lorsque Éliette avait essayé de s'enfuir, il l’avait retrouvée et l’avait enfermée dans la cave. Un détail dans les déclarations de la jeune fille permet aux Compagnons de supposer que les Calvet vont quitter la ville par le train de 15 h 20. Ils se rendent précipitamment à la gare et demandent au chef de gare d'empêcher le départ du train. Voyant leurs manœuvres, les époux Calvet quittent le train en catimini. Ils sont arrêtés peu après par les gendarmes et placés en garde à vue. Concernant le sort d'Éliette, la tenancière de l’auberge Le Pot d'Étain propose de la prendre à son service et de lui assurer le gîte et le couvert, ce qu'Éliette accepte avec empressement.

### Les Six Compagnons et le piano à queue
- Numéro dans la série : 7
- Auteur : Paul-Jacques Bonzon
- Année de parution : 1964
- Illustrations : Albert Chazelle
- Nombre de pages : 190
- Lieu de l'action : Lyon (La Croix-Rousse, Fourvière), Sainte-Foy
- Résumé :  
  - En plein mois de décembre, alors que le temps est brumeux et la route mouillée, Tidou et Mady assistent à l'accident devant le pont Saint-Vincent d'un vieil aveugle M. Vauquelin. Inquiet pour lui, ils retrouvent quelques jours plus tard son logement, un immeuble délabré à Fourvière, dont la cour est constamment fréquentée par des chiffonniers. Heureusement indemne, celui-ci leur explique que depuis la perte de son chien d'aveugle, un berger allemand nommé Briquet se promener devient difficile. D'autant qu'il reçoit régulièrement la visite d'un inconnu, insistant pour lui acheter son seul bien, un piano ayant appartenu à Franz Liszt.
  - En accord avec les autres Compagnons, ils décident de lui laisser Kafi. Un soir alors qu'il lui rende visite comme tous les jours, il trouve M. Vauquelin effondré et leur annonce que Kafi a disparu. Après l'avoir en vain recherché, Tidou questionnent des gones du quartier mais il est brutalement interrompu par un des chiffonniers, surnommé le Frisé, qui lui ordonne de déguerpir. Les jours passent et les Compagnons reçoivent la nouvelle que M. Vauquelin a encore eu un accident en traversant la chaussée et se retrouve à l’hôpital de la Grange-Blanche. Ils apprennent également que le mystérieux inconnu s'est rendu au domicile du vieil homme pour prendre des nouvelles de sa santé ainsi qu'auprès d'une infirmière à l’hôpital. La veille de Noël, un des gones de la rue, donne rendez-vous à Tidou en toute discrétion. Il l'informe que Briquet a été capturé et revendu dans un chenil par le Frisé, et que Kafi a probablement subit le même sort. Le lendemain, se rendant à la fourrière avec Gnafron et Mady, ils retrouvent Briquet, mais Kafi lui a déjà été vendu. Continuant seul avec Gnafron, ils supposent d’après les indications du gardien que Kafi se trouve vers Sainte-Foy, où effectivement ils le retrouvent. Alors que M. Vauquelin doit bientôt pouvoir rentrer chez lui, le Tondu découvre que la rampe de l'escalier de sa maison a intentionnellement été saboté. Soupçonnant le Frisé ils décident de le suivre. Surprenant une conversation, il indique à un autre chiffonnier que leur patron souhaite le rencontrer dans sa villa à Sainte-Foy. Cachés, ils apprennent le plan visant supprimer le vieil homme : le chiffonnier devra l'aider à traverser tandis que le patron (M. Meunier) arrivera avec sa voiture, causant l'« accident ».
  - Décidés cette fois à prévenir la police, ils réussissent à raconter toute l'histoire au commissaire et le projet diabolique qui aura lieu le lendemain, jour de l'An, à 9h devant le pont Saint-Vincent. Arrivés sur place, ils assistent à la scène où le vieillard est amené au milieu de la chaussée tandis qu'une voiture fonce sur lui. Mais au dernier moment, M. Vauquelin est sauvé par des policiers en civil, qui arrêtent les trois hommes. Se rendant à la villa, le commissaire découvre les preuves qu'ils (avec Mme Meunier) cherchaient à supprimer le vieil homme, ce qu'ils leur auraient permis en compensation des dettes contractées par feu la sœur de M. Vauquelin et qu'il avait bientôt fini de rembourser, de récupérer le piano d'une valeur inestimable. Quelque temps plus tard, les Compagnons se rendent à l'Opéra pour assister à la représentation de M. Vauquelin.

### Les Six Compagnons et le Château maudit
- Numéro dans la série : 8
- Auteur : Paul-Jacques Bonzon
- Année de parution : 1965
- Illustrations : Albert Chazelle
- Nombre de pages : 188.

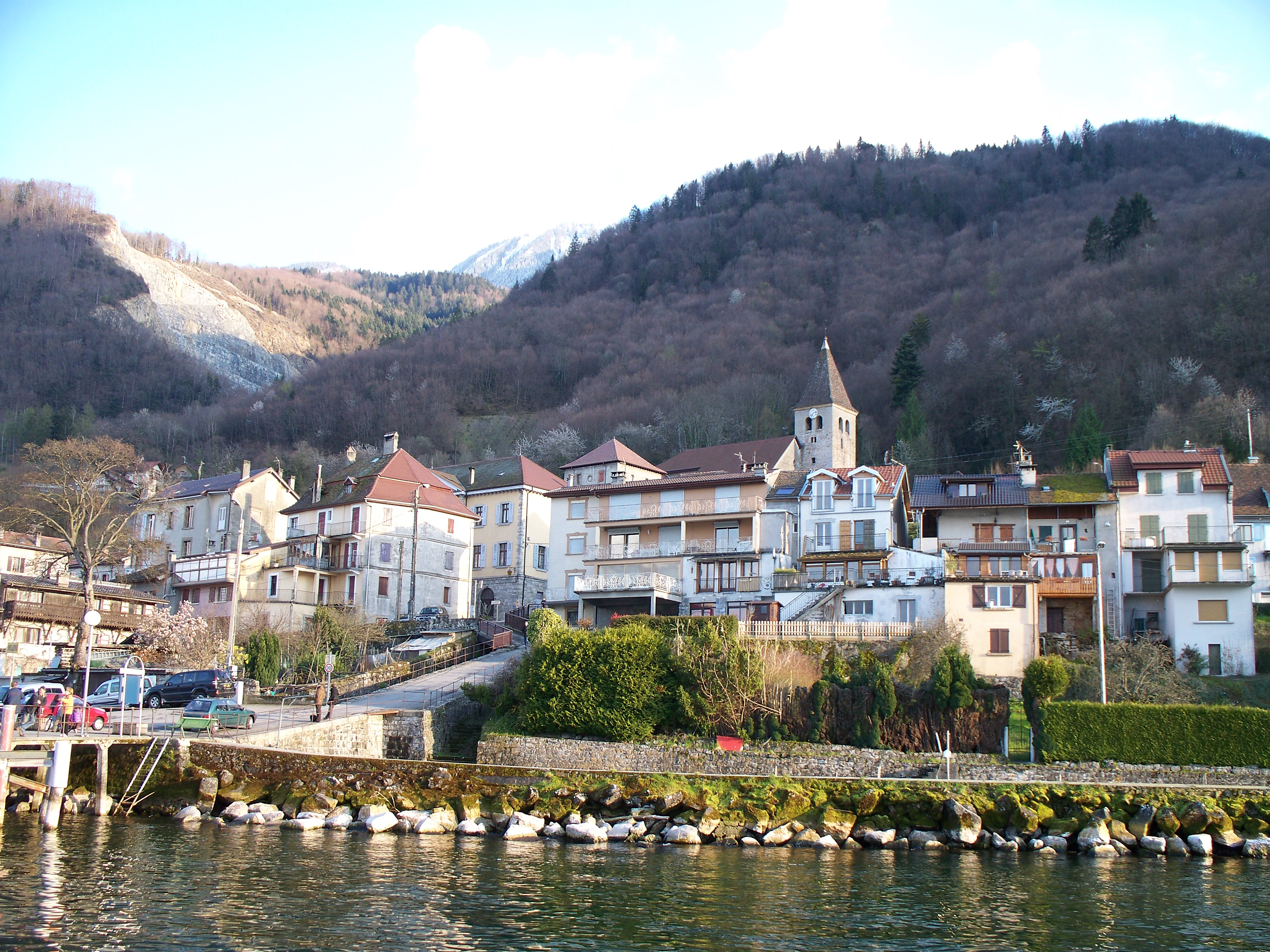
Meillerie, vue du lac Léman.

- Lieu de l'action : Meillerie, Thonon-les-Bains (Haute-Savoie)
- Résumé : 
  - Mady est allée avec ses parents en villégiature d'été à Meillerie, en Haute-Savoie, au bord du lac Léman. Elle écrit à Tidou pour lui annoncer qu'elle a trouvé pour les Six Compagnons un hangar, rustique mais propre, permettant de les loger. Les Six Compagnons acceptent avec joie de retrouver Mady. Avec leurs vélos, ils quittent Lyon et se rendent en Haute-Savoie. Arrivés à quelques kilomètres de leur destination, la chaîne de vélo de Gnafron se casse. Une jeune fille, Saga Alméri, passe par là avec l'associé de son père, M. Reinbach. Elle demande à un apprenti, Victor (appelé « Totor ») d'aider Gnafron à réparer son vélo.
  - Les adolescents retrouvent plus tard Victor dans des circonstances troublantes : le surlendemain en soirée, le jeune homme flotte sur le lac Léman, accroché à un flotteur à filets, à demi-assommé. Il est tombé du yacht de M. Alméri sur lequel il était embauché comme garçon d'équipage. Victor est tombé du yacht alors qu'il n'y avait ni vent, ni pluie. Il avait l’habitude de naviguer et connaissait le bateau. Ceci est bien mystérieux. M. Reinbach, déjà rencontré par les enfants, vient voir ces derniers pour les remercier de leur heureuse intervention, leur suggérant toutefois de ne rien dire à la police. Pour les récompenser de leur action, il les invite à passer un après-midi avec Saga à la villa Bella Vista, en bordure du Léman, où est amarré le yacht. Les Six Compagnons et Mady retrouvent Saga. Mais Victor est absent de la propriété et M. Reinbach ne tient pas à laisser Saga seule avec les Compagnons. Plus tard, un entretien qu’ils ont avec Victor leur laisse à penser que quelqu'un a volontairement poussé Victor hors du bateau. Mais qui, et pour quel motif ? Le lendemain, les Compagnons apprennent que Saga a échappé à un accident de voiture : les freins ont lâché. La jeune fille a été légèrement blessée à la jambe. Hors la présence des époux Reinbach qui ont quitté provisoirement la région, les enfants rencontrent de nouveau Saga et lui font part de leurs soupçons concernant les accidents de Victor et de la voiture. Ils rencontrent aussi le père de Saga, M. Alméri, qui a des problèmes cardiaques très graves. La mère de Saga est morte deux ans auparavant dans de tristes circonstances. Saga demande aux Compagnons de veiller sur elle en se relayant à tour de rôle dans une tour désaffectée, située non loin de là. Les Compagnons acceptent avec empressement. Quelques jours après, un nouvel accident a lieu : alors qu'il se trouvait exceptionnellement dans la salle de bain attenante à la chambre de Saga, Victor a été électrocuté par un engin électrique défectueux. Il n'a dû la vie sauve qu'à une chance extraordinaire. En fin de compte, Mady suggère que les trois accidents n'en étaient pas réellement et que Saga est la seule personne visée : concernant le yacht, Victor avait été confondu avec elle, et concernant l'électrocution, Victor avait remplacé au dernier moment Saga dans la baignoire de la salle de bain. Plus tard, depuis la tour, Tidou aperçoit quelqu'un toucher au flacon de médicament de M. Alméri. Gnafron et Tidou font analyser le fluide du flacon : il contient de l'arsenic !
  - Une fois l'analyse connue, se rendant à la tour de garde, ils y trouvent leurs deux camarades Corget et la Guille ligotés et bâillonnés ! Les deux compagnons agressés sont dans l'impossibilité de révéler qui les a attaqués. Puis ils se précipitent à la villa et réveillent Saga. On se précipite dans la chambre de Victor : lui-aussi est ligoté et bâillonné ! Victor leur révèle que ce sont madame et monsieur Reinbach qui ont fait le coup. Ils se sont enfuis. Ils n'ont pas pris la voiture. Ils ont donc quitté la propriété par un bateau. N'ayant pas réussi à faire démarrer le yacht, ils ont pris une barque pour se rendre en Suisse en cachette. Tandis que Mady va réveiller M. Alméri et contacte la police, Victor et les Compagnons prennent les commandes du yacht et recherchent les époux Reinbach sur le lac. M. Reinbach tire dans leur direction avec une arme à feu mais les rate. Finalement ils sont appréhendés et ramenés à la propriété, où les attend la police. Une réunion générale a lieu. Il apparaît que M. Alméri avait signé avec M. Reinbach un contrat stipulant qu'en cas de décès des époux Reinbach, il serait leur seul légataire ; en revanche, s'il mourait avec sa fille, ce seraient les époux Reinbach qui seraient ses légataires. Les époux Reinbach ont donc voulu dans un premier temps assassiner Saga, tout en faisant ingurgiter à M. Alméri des médicaments frelatés contenant de l'arsenic. Étant débarrassés, d'abord de la fille, puis du père, la fortune de celui-ci leur reviendrait. Le roman se termine par une petite croisière des Compagnons, avec Victor, Mady, Saga et son père, sur le lac Léman.

### Les Six Compagnons et le Petit Rat de l'Opéra
- Numéro dans la série : 9
- Auteur : Paul-Jacques Bonzon
- Année de parution : 1965
- Illustrations : Albert Chazelle
- Nombre de pages :
- Lieu de l'action : Lyon (La Croix-Rousse), Vienne
- Résumé : 
  - Inscrit à un concours de photos, les Compagnons arpentent les rues de Lyon à la recherche d'une scène digne d'être photographiée. Un soir, Tidou et Mady tombent dans une traboule sur une jeune fille, Lyane, en pleurs devant ses vêtements de danse lacérés. Celle-ci leur avoue qu'elle prépare le concours des « petits rats » de l'Opéra de Lyon et qu'une des autres concurrentes de son école de danse souhaite l'empêcher de gagner. Les Compagnons se lient d'amitié avec Lyane et décident de l'accompagner lors de ses séances de danse. Un jour, Tidou semble remarquer une femme, puis un homme en voiture en train de les suivre. La voiture partie, il ramasse un ticket de cinéma jeté par terre. Deux jours plus tard, ils apprennent par les journaux la disparition de Lyane !
  - Se rendant chez ses parents (adoptifs), ils découvrent une lettre de son écriture les avertissant qu'elle avait décidé de partir pour toujours. Puis allant à la rencontre de la professeure de danse, ils découvrent que lors de la séance de la veille, ses affaires ont de nouveau été déchirés qu'elle avait été très affectée. Quelque temps plus tard la police découvre le sac de Lyane au bord du Rhône, laissant supposer sa disparition dans le fleuve. La dernière piste reste celle des tickets de cinéma. Mady découvre que le fameux cinéma est situé à Vienne. Ils font à ce moment la rencontre de Jacques, le grand frère de Christelle une autre jeune danseuse, qui lui a avoué avoir déchiré ses affaires, et qui est aujourd'hui convaincue que Lyane a disparu par sa faute. Les conduisant en camionnette, ils décident de retrouver la voiture suspecte, qu'ils finissent par découvrir ainsi que la maisonnette des deux individus. L'homme se rend alors dans une agence de voyages, où il commande des billets pour le Canada, partant le lendemain soir. Tous ensemble, ils décident qu'ils retourneront à Vienne le lendemain afin de savoir si Lyane est dans leur maison. Mais à Saint-Symphorien, la camionnette tombe en panne. Ils changent leur plan et se dirige directement à l'aéroport de Lyon-Bron.
  - Avec l'aide d'un douanier, il retrouve Lyane, déguisée et à moitié droguée, ainsi que le couple qui est arrêté. Les deux kidnappeurs sont interrogés par la police et les Compagnons découvrent que le couple avait appris le décès du dernier membre de la famille biologique de Lyane, au Canada. Ils l'ont alors enlevé pour se présenter comme sa famille adoptive et recevoir l'important héritage. Quelque temps plus tard, Lyane passe le concours de danse avec Christelle, qui s'est largement excusée. Lyane termine première et les deux jeunes filles sont reçues. Les Compagnons ont également la surprise de découvrir qu'une de leur photo, prise à la sortie de l'école de danse a remporté le concours.

### Les Six Compagnons et l'Âne vert
- Numéro dans la série : 10
- Auteur : Paul-Jacques Bonzon
- Année de parution : 1966
- Illustrations : Albert Chazelle
- Nombre de pages : 188.
- Lieu de l'action : Meillerie, Évian, Neuvecelle, Tourronde (Haute-Savoie)
- Résumé : 
  - Les Compagnons retournent à Meillerie, en Haute-Savoie, non loin du lac Léman. Ils y avaient déjà résidé lors de l'aventure du Château maudit. Alors qu'ils retrouvent leur vieil hangar, ils y constatent la présence d'un homme en train de dormir. L'homme présente ses excuses et quitte les lieux. Le lendemain, ils revoient l'homme en train de dormir dans une barque. Le soir, les enfants vont assister à un spectacle du cirque Parady. L'un des numéros est joué par un clown, « Patati », dont le partenaire est un âne vert en bois : « Patata ». Or le clown Patati est l'homme qu'ils ont croisé à deux reprises.
  - Le lendemain, ils apprennent que Patati vit un drame personnel : il avait caché toutes ses économies dans une des pattes de l'âne de bois, lequel a été récemment volé. Ses économies volées, Patati ne peut donc plus payer les frais de pensions de Lydie, sa fille âgée de 12 ans. Les Compagnons lui promettent de conjuguer leurs efforts pour retrouver l'âne vert. Les soupçons des Compagnons se portent sur un jeune homme du cirque, Fredo, qui partageait la chambre de Patati. Ce dernier parlant à haute voix durant son sommeil, peut-être a-t-il évoqué ses économies cachées dans l'âne vert ? Fredo a-il entendu Patati parler dans son sommeil avant de le voler ? Puis leurs soupçons se portent sur « Didi » (Didier), un jeune homme ami de Fredo. Mais les investigations ne donnent aucun résultat. L'affaire se complique quand Willer, le patron du cirque Parady, porte plainte pour le vol d'un second animal qu'il a acheté pour remplacer l'âne vert. Cette fois-ci, on a volé au cirque un zèbre en bois. Les Compagnons portent donc leur enquête sur les animaux en bois. Ils retrouvent le brocanteur qui a vendu l'âne vert puis le zèbre à Willer. Les animaux proviennent d'un ancien manège à demi-détruit. Les compagnons inspectent ce manège et apprennent que Willer vient d'acheter le dernier animal en bois avec une tête basculante : un ours. Les Compagnons font la supposition que le voleur tentera de s'emparer de cet ours en bois. Interrogé, Patati leur révèle qu'il a été interrogé par une mystérieuse femme à la voix rauque qui lui a proposé de fumer une cigarette. Cette cigarette devait contenir un produit toxique ou stupéfiant car Patati croit se souvenir qu'il a révélé sans le vouloir l'origine de l'âne vert et l'adresse du brocanteur. Les Compagnons découvrent qu’un homme mystérieux a pris location dans un hôtel du village. Ils décident de se mettre en planque pour prendre en flagrant délit de vol les voleurs (l'homme et sa femme complice) des animaux en bois. Quelques jours après, effectivement, l'ours en bois est volé en pleine nuit par une femme. Croyant pouvoir attraper l'homme et la femme en même temps, les compagnons la suivent de loin. Hélas, la femme quitte les abords du cirque sans qu'ils aient pu apercevoir l’homme. Heureusement, peu de temps après, les Compagnons retrouvent la voiture qui a permis au couple de voleurs de s'échapper. Mady a une idée lumineuse : il n'y avait, non pas deux voleurs, mais un seul voleur, en l'occurrence un homme qui se déguisait en femme ! Découvrant la voiture dans la forêt, les Compagnons utilisent le chien Kafi pour procéder à l'arrestation du voleur. La découverte d'une première valise jetée par l’homme dans le ravin, puis d'une seconde valise à son hôtel contenant des habits de femme, permet d'obtenir la confirmation qu'il est le voleur et de découvrir la raison des trois vols des animaux en bois du manège.
  - L'homme, qui s'appelle Jules Barini, est démasqué par les policiers. C'est un escroc qui écume les villes bourgeoises et qui détrousse les gens. Il a déjà commis de nombreux méfaits en Savoie, notamment à Annecy. Dans la valise jetée dans le ravin, on découvre les poids qui, logés à l'intérieur des animaux en bois, servaient à faire mécaniquement bouger leurs têtes. Ces poids étaient en or, recouverts d'une mince pellicule de plomb. Ils avaient jadis servi au propriétaire du manège de chevaux à faire de la contrebande d'or et du trafic d'or entre la France et la Suisse. Jules Barini était jadis son homme à tout faire et connaissait le secret des poids logés dans les animaux. Apercevant un jour par hasard l'âne vert, il avait supposé que cet animal pouvait contenir des lingots d'or. Plus tard, après le vol de l'âne dans lequel il avait trouvé deux lingots d'or, il avait supposé que les autres têtes d'animaux du même manège pouvaient aussi contenir le même trésor. Si la raison des vols est désormais connue, il reste à découvrir où Barini a mis l'âne vert après avoir récupéré les poids en or massif. Il a jeté l'âne dans le lac Léman. Le commissaire de police fait appel à deux plongeurs. Ceux-ci retrouvent l'âne et le remontent. Les économies de Patati sont retrouvées, ainsi que le ticket gagnant de loterie. Patati récupère donc ses économies et va pouvoir se payer, grâce au billet de loterie, une maison pour y vivre avec sa fille Lydie.

### Les Six Compagnons et le Mystère du parc
- Numéro dans la série : 11
- Auteur : Paul-Jacques Bonzon
- Année de parution : 1966
- Illustrations : Albert Chazelle
- Nombre de pages : 185.

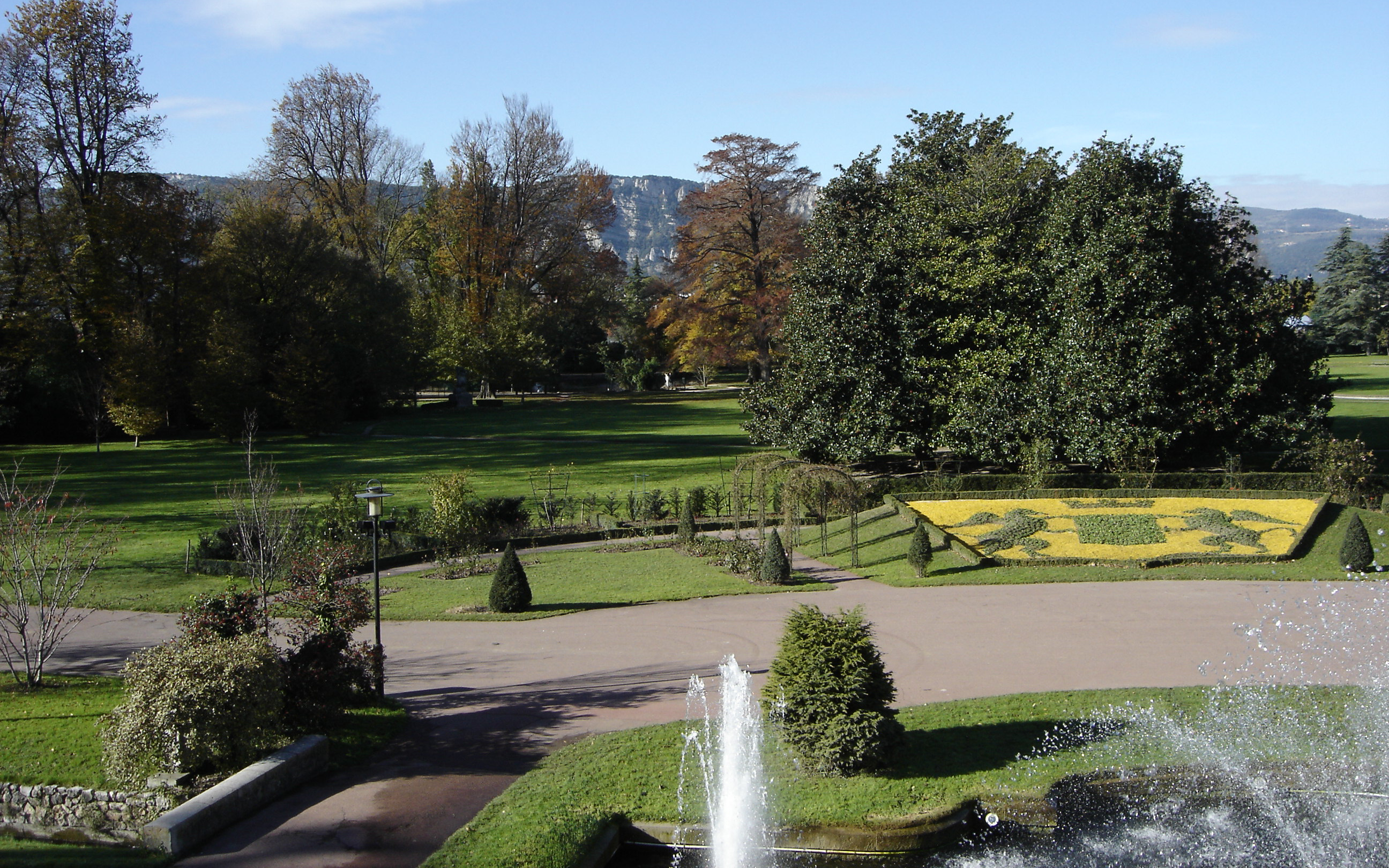
Le Parc Jouvet, dans le centre-ville de Valence.

- Lieu de l'action : Parc Jouvet, Valence (Drôme), Bourg-lès-Valence, Saint-Péray (Ardèche).
- Résumé : 
  - Les Compagnons sont de séjour à Valence à la suite d'une invitation de Virette (Elvire Janin), une camarade de Mady. Ils s'installent dans un jardin public et y font la connaissance d'un sympathique clochard. Le lendemain de leur arrivée, Christian Tavernier, un garçonnet qui jouait dans le Parc Jouvet, est victime d'un enlèvement. Les suspicions de la police se portent rapidement sur le clochard, qui a disparu en même temps. En réalité il s'agit de brigands qui voulaient enlever le fils du docteur Borel qui ressemblait à Christian. Mady et ses amis sont éconduits par les policiers chargés de l'enquête. Ces derniers sont persuadés de l'implication du clochard dans la disparition de Christian et refusent de croire que Kafi puisse aider à retrouver les traces du garçonnet.
  - Les Compagnons se rendent alors directement chez les parents de Christian. Grâce à une paire de sandales fournie par sa maman, ils arrivent à retracer les mouvements du garçon dans les heures ayant précédé son enlèvement. Il aurait été entrainé hors du parc en empruntant le grand escalier débouchant sur le Champ-de-Mars à l'est. La police ne s'intéresse guère à cette version des faits et procède à l'arrestation du clochard, un dénommé Lempereur. Celui-ci a été aperçu le jour de l'enlèvement tenant la main d'un petit garçon, et on a en plus retrouvé sur lui l'agenda de monsieur Tavernier, le père de Christian. Toujours déterminée à prouver l'innocence du vagabond, Mady rencontre au parc un garçonnet, Pierre Borel, qui ressemble énormément à Christian. Elle est convaincue qu'il y a eu une méprise et que c'est Pierre, et non Christian, que les ravisseurs avaient ciblé pour leur basse besogne.  Une certaine Séraphine Poirot, qui a été autrefois employée chez le docteur Borel, apprend aux Compagnons qu’un des employés, un dénommé Victor Cuvelier, a été renvoyé de son poste de jardinier par le docteur. Creusant cette piste les Compagnons découvrent que l’homme est actuellement employé par un fleuriste du centre-ville. Or il a demandé plusieurs jours de congés en expliquant que sa mère vient de décéder. En interrogeant la voisine de Cuvelier les jeunes Lyonnais apprennent qu’en réalité il a perdu sa mère il y a plus de dix ans, qu’il est criblé de dettes et que depuis quelques jours il n’a été aperçu que par intermittence dans le quartier. Tidou profite de l’absence de Cuvelier pour récupérer chez lui un béret lui appartenant.  En faisant flairer cet objet à Kafi, les Compagnons découvrent que Christian et ses ravisseurs ont transité dans un tunnel ferroviaire désaffecté aux abords de Saint-Péray, à l’ouest de Valence. A leur retour en ville ils apprennent que Christian n’a toujours pas été rendu à sa famille malgré le versement de la rançon réclamée. Mady et ses camarades reprennent alors l’enquête du côté de la côte Sylvante, où la Guille a constaté des mouvements suspects. Ils arrivent jusqu’à une maison délabrée dans laquelle ils surprennent les trois ravisseurs en pleine conversation.
  - Les trois complices n’ont pas voulu libérer Christian car celui-ci a aperçu de visage de Cuvelier. Ils comptent l’emmener avec eux, prenant à la fuite par le biais des égouts érigés autrefois par les Romains pour quitter la ville. Un éboulement dans les galeries souterraines empruntées par les ravisseurs permet aux Compagnons de les rattraper. Tidou lâche Kafi dans le but de surprendre les deux hommes, Cuvelier et son complice Philibert. Tandis que le chien s’acharne sur ses ennemis il est rejoint par les Compagnons qui arrivent à neutraliser la bande. Mady craint dans un premier temps que Christian soit déjà mort, avant de constater que son cœur bat toujours. Tidou s’en va prévenir les policiers, incrédules face au succès des adolescents lyonnais et au flair de leur chien. Christian retrouve ses parents. Libéré, le clochard pour lequel Mady et ses amis s’étaient liés de sympathie se livre à une confidence : s’il se trouvait à Valence, c’est parce que chaque année au mois d’août il vient rendre hommage à sa sœur, décédée lors des bombardements ayant accompagné la libération de la ville en 1944.

### Les Six Compagnons et l'Avion clandestin
- Numéro dans la série : 12
- Auteur : Paul-Jacques Bonzon
- Année de parution : 1967
- Illustrations : Albert Chazelle
- Nombre de pages :
- Lieu de l'action : Lyon, Pierroux (village imaginaire situé à proximité de Le Bourg-d'Oisans dans le massif du Pelvoux, Isère).
- Résumé : 
  - Les Compagnons ont l'occasion grâce à Mady de passer leurs vacances d'été à la montagne. Ayant contactée l'aubergiste du chalet de l'Alpe-Rouge, M. Jauffrey, dans le petit village de Pierroux dans le Pelvoux, ce dernier leur permet de s'installer dans le chalet d'alpage de la Croix-Couverte, tandis que Mady et sa mère réservent une chambre à l'hôtel. La troupe prend ainsi exceptionnellement le train, puis l'autobus. Sur les hauteurs du village, sur le plateau accidenté du Plan des Aiguilles, ils découvrent un avion de tourisme mystérieusement et récemment accidenté, dont les occupants ont disparu sans laisser de traces.
  - La nuit venue, d'étranges bruits se font entendre sur le plateau désertique. Les Compagnons prennent la décision d'explorer les lieux. Ils tombent, dans l'obscurité, sur des outils près de l'avion. Le flair de Kafi les met sur une piste, et ils finissent par trouver un homme qui se révèle être le pilote. Celui-ci, un italien nommé Beppino Selvi, leur raconte les événements : un homme portant une valise l'a un jour abordé au sein de son petit aéro-club de Florence, en lui ordonnant de le conduire à Chalon, en traversant clandestinement la frontière. Mais au cours du trajet, un problème moteur les oblige à atterrir dans les montagnes. L'inconnu, blessé à la tête par son propre revolver, parvient à s'échapper. Désespéré, Beppino tentait de réparer son avion pour rentrer en Italie. Mady mise au courant, et touchés par le récit du pilote, les Compagnons tentent de lui venir en aide mais la tentative de décollage échoue, Beppino est blessé et son avion plus sérieusement endommagé. Alertant cette fois le village, un médecin pensionnaire de l'Alpe-Rouge soigne Beppino, et les gendarmes arrivent à la Croix-Couverte. Dévoilant qu'un paquet d'opium avait été retrouvé lors de l'inspection de l'avion écrasé, le pilote italien est arrêté. Convaincu de l'innocence de Beppino, les Compagnons sont intrigués par deux nouveaux pensionnaires dont l'un pouvant correspondre à l'inconnu. La nuit suivante, Kafi disparait et est retrouvé dans une crevasse perdant son sang.
  - Ramené à Pierroux, le médecin lui extrait une balle. Celle-ci disparait soudainement alors qu'elle était inspectée par les pensionnaires de l'hôtel, un vieil armurier, une chanteuse d'opéra et les deux hommes. Quelques heures plus tard, ils découvrent que quelqu'un a tenté de mettre le feu à leur chalet. Ils décident de surveiller le plateau. En pleine nuit, alors que chacun fait le guet, Gnafron et Tidou découvrent le Tondu inanimé. Ce dernier leur raconte alors qu'il a aperçu l'inconnu retrouvant sa valise cachée dans une crevasse. Découvert, il l'a alors assommé. Descendant aux premières lueurs du jour à l'Alpe-Rouge, Kafi les conduit devant la chambre de la chanteuse. Les gendarmes avertis, la Guille découvre qu'il s'agit en réalité d'un homme déguisé, sa perruque lui permettant de dissimuler sa cicatrice au front. Ses aveux et sa valise contenant une importante quantité de drogue, disculpe Beppino. Libéré, le village entier l'aide à réparer son avion et à préparer le terrain. Beppino réussit à décoller et à retourner chez lui.

### Les Six Compagnons et l'Émetteur pirate
- Numéro dans la série : 13
- Auteur : Paul-Jacques Bonzon
- Année de parution : 1968
- Illustrations : Albert Chazelle
- Lieu de l'action : Lyon, Port-le-Roi (station balnéaire imaginaire, contraction du Grau-du-Roi et de son port Port-Camargue dans le Gard)
- Résumé: L'histoire commence lorsque les Compagnons découvrent qu'une organisation mystérieuse, l'O.T.L. (Organisation Terroriste du Littoral), sème la terreur dans la région. Intrigués par des événements étranges, comme un réveil qui sonne en pleine nuit et des Parisiennes qui achètent du poisson pour le rejeter à la mer, les Compagnons décident d'enquêter. Ils surveillent discrètement deux femmes suspectes et découvrent qu'elles utilisent un émetteur pour communiquer en langage codé. Avec l'aide de Mady, qui les rejoint plus tard, les Compagnons parviennent à décoder une partie des messages interceptés, ce qui les met sur la piste de l'O.T.L. Leur enquête les conduit à suivre les Parisiennes jusqu'au marché, où elles discutent longuement avec un pêcheur. Les caisses de poissons sont ensuite chargées dans une camionnette à destination d'une poissonnerie de Nîmes, mais les Compagnons découvrent que la poissonnière n'est pas impliquée dans l'affaire.

### Les Six Compagnons à Scotland Yard
- Numéro dans la série : 14
- Auteur : Paul-Jacques Bonzon
- Année de parution : 1968
- Illustrations : Albert Chazelle
- Lieu de l'action : Lyon, Bron, Londres (Mayfair, Soho)

### Les Six Compagnons et les Agents secrets
- Numéro dans la série : 15
- Auteur : Paul-Jacques Bonzon
- Année de parution : 1969
- Illustrations : Albert Chazelle
- Nombre de pages : 183

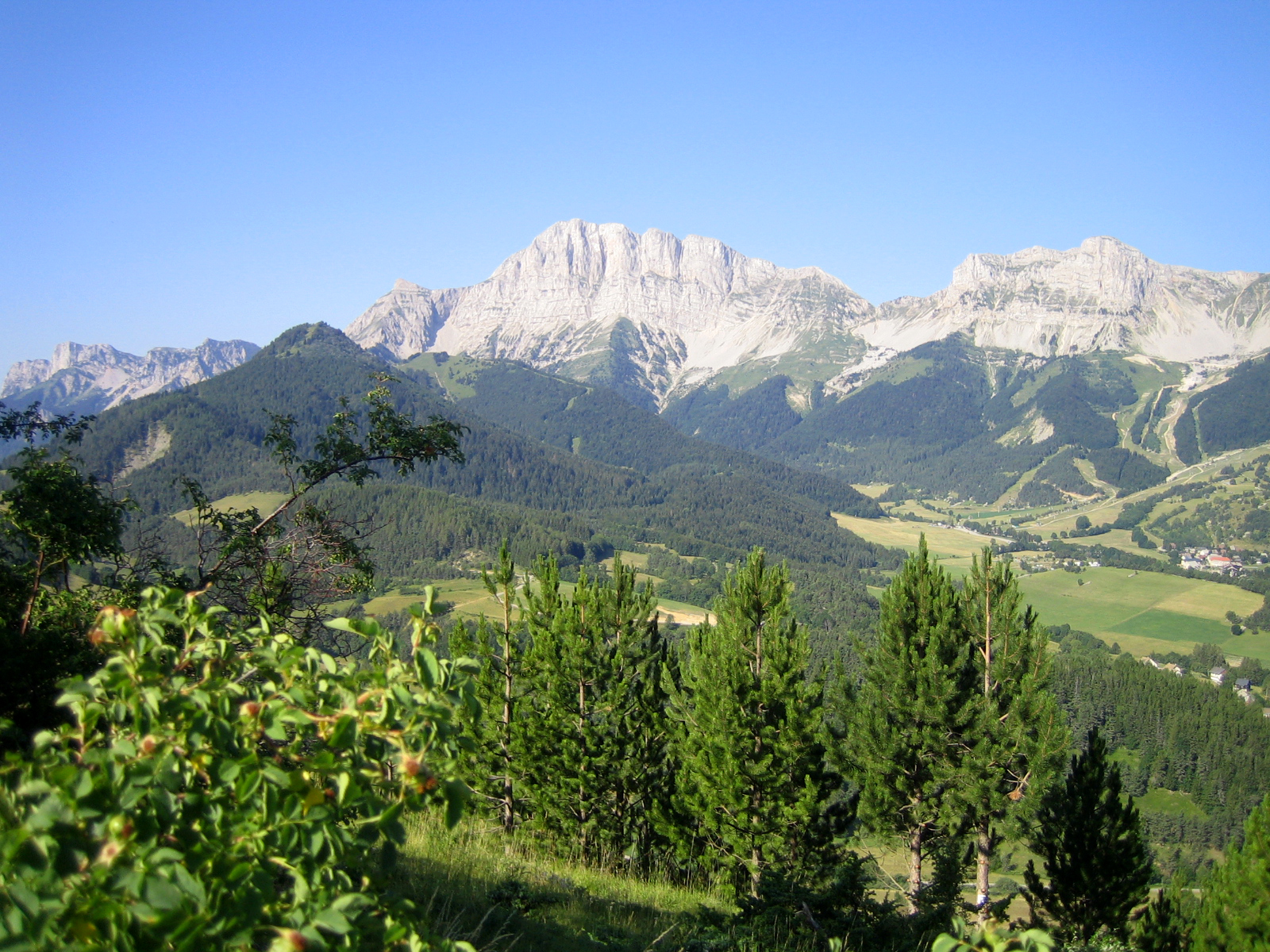
Le Grand Veymont, où les faux bûcherons installent leur dispositif.

- Lieu de l'action : Saint-Agan (correspondant à Saint-Agnan-en-Vercors dans la Drôme), Lente
- Résumé : 
  - En l’absence de Corget qui est malade, les Compagnons, accompagnés de Mady et d'une amie de cette dernière, Zabeth, se rendent avec des vélomoteurs dans le massif du Vercors pour y faire du camping. Arrivés à destination, ils rencontrent un jeune homme blond qui cherche son chemin. Bien que conduisant une automobile immatriculée en Meurthe-et-Moselle, le jeune homme parle avec un accent allemand. Par la suite, ils croisent à plusieurs reprises le jeune homme ou sa voiture. Le jeune homme a un comportement suspect, ce qui met la puce à l'oreille des Compagnons. Autre chose bizarre, des bûcherons venus de l'étranger s'affairent à couper des arbres dans la forêt.
  - Le surlendemain de leur arrivée, un inconnu dépose un message sur leur campement, leur enjoignant de quitter les lieux au plus vite. Le lendemain, de retour sur le camp où étaient restés la Guille et Kafi, les compagnons découvrent les tentes désertes, avec un message de leur ami : Kafi a disparu et il est parti à sa recherche. Des coups de feu sont entendus au loin et Tidou craint que son chien n'ait été abattu. Les jeunes gens recherchent Kafi, et des traces de sang sont découvertes à proximité de la cabane forestière des bûcherons. On retrouve aussi le collier de Kafi, coupé au couteau. Le chien est-il mort ? Par la suite, le jeune homme mystérieux a une conversion avec deux des Compagnons. Il s'appelle Rudolf Wasser et tout le monde l'appelle Rudi. Durant la Seconde Guerre mondiale, son père, Allemand antinazi, avait été recueilli par un jeune homme qui l’avait hébergé, soigné et nourri. Une fois rentré en Allemagne, il avait vécu sa vie et avait demandé à son fils, sur son lit de mort, de retrouver celui qui était venu jadis à son aide. Rudi explique donc qu'il recherche la maison ou la cabane qui avait été la résidence involontaire de son père 25 ans plus tôt. Durant sa recherche, il a ainsi été confronté aux bûcherons qui l’avaient considéré comme un gêneur. Rudi propose son aide aux enfants, qui l’acceptent avec joie. Les Compagnons supposent que les mystérieux bûcherons sont au centre de l'affaire. Gnafron pénètre dans la cabane des bûcherons et, muni d'un talkie-walkie, informe ses camarades du contenu de la maison. Il leur apprend aussi que ceux-ci sont sur le point de commettre un « mauvais coup ». Par la suite, Gnafron parvient à quitter la cabane forestière des bûcherons. Kafi est retrouvé vivant, bien que grièvement blessé : il a été recueilli par un garde forestier qui l'a soigné et l'a confié à sa fille Colette. Lorsque Rudi et Colette se rencontrent, ils éprouvent chacun pour l’autre une grande tendresse.
  - En soirée, les Compagnons agissent et empêchent les bûcherons d'émettre un puissant signal électromagnétique de nature à perturber les appareils enregistreurs d'un prototype d'avion de combat supersonique français. Les bûcherons n'en étaient pas et avaient été chargés par une puissance étrangère d'empêcher les vols d'entraînement de cet avion de combat révolutionnaire. Les cinq bûcherons sont arrêtés et les preuves à leur égard sont confondantes. Rudi explique au garde-forestier la raison de sa présence dans le Vercors et, grande surprise, il apparaît que le garde-forestier est celui qui, 25 ans auparavant, avait sauvé la vie du père de Rudi. Les deux hommes se font une accolade et ont une longue conversation. Les liens sentimentaux entre Rudi et Colette ne font que se renforcer. Les dernières pages du roman sont une lettre que Mady envoie à Corget pour lui narrer les derniers développements de cette aventure. Elle le rassure notamment sur la blessure de Kafi, lequel est quasiment guéri.
- Remarques : 
  - Il s'agit du premier roman dont la narration n'est pas faite par Tidou à la première personne, mais à la troisième personne focalisée sur les Compagnons ;
  - Première apparition de Zabeth et des vélomoteurs utilisées par la suite dans la quasi intégralité des aventures.

### Les Six Compagnons et le Secret de la calanque
- Numéro dans la série : 16
- Auteur : Paul-Jacques Bonzon
- Année de parution : 1969
- Illustrations : Albert Chazelle
- Nombre de pages : 184

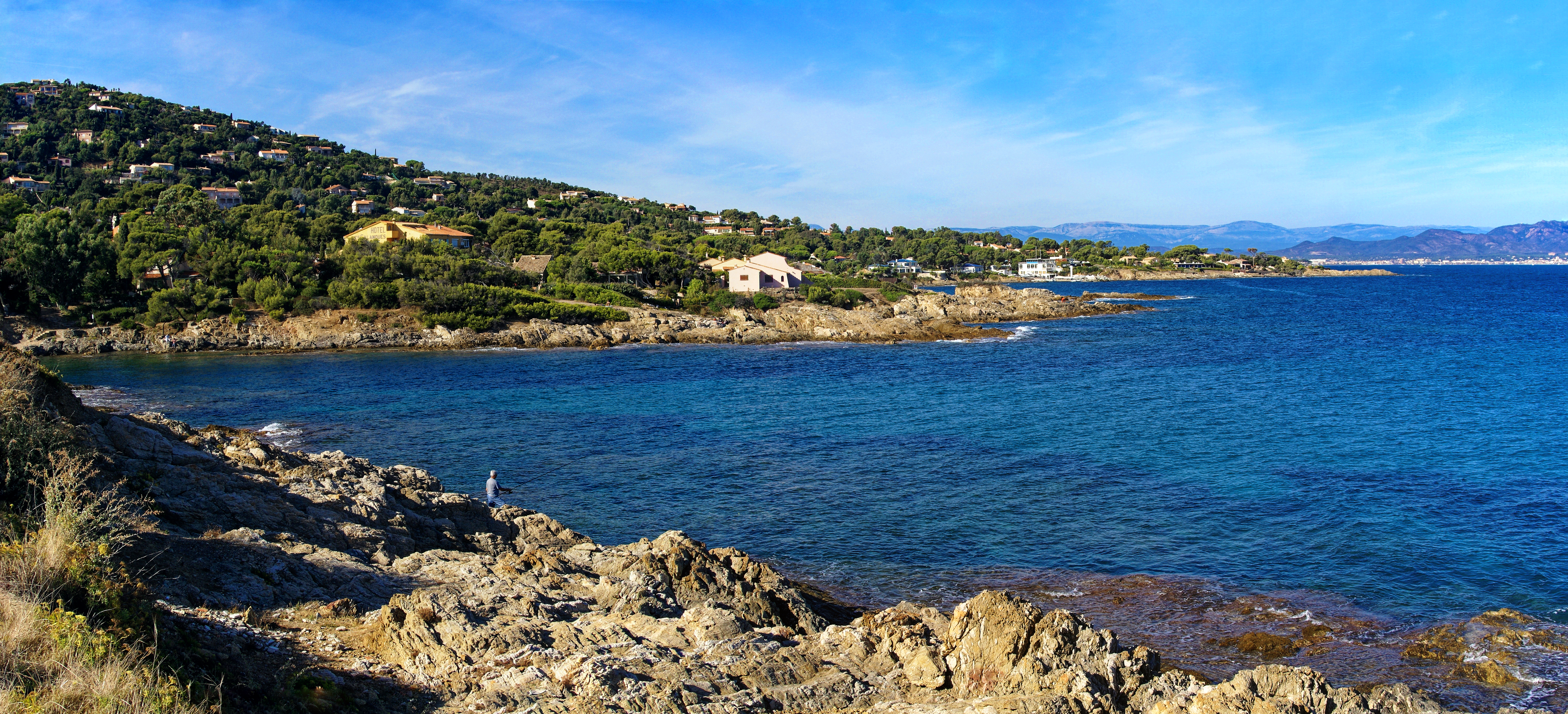
Une calanque aux Issambres, lieu principal de l'action.

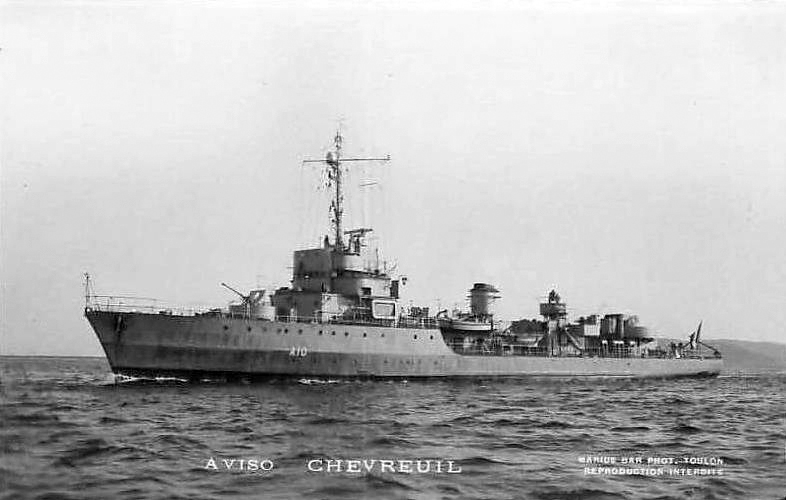
Un aviso de la classe Chamois, en service au moment de l'histoire qui se déroule en 1969, problement similaire au torpilleur Le Terrible.

- Lieu de l'action : Lyon, Les Issambres et Saint-Tropez (Var).
- Résumé :
  - Les parents de Mady bénéficiant de la possibilité de résider dans un petit mas aux Issambres, Mady propose aux Compagnons de venir planter leurs tentes dans le jardin de cette villa. Les jeunes gens acceptent. Ils se rendent donc sur la Côte d'Azur. La villa voisine est occupée par une jeune fille, Lydia, et sa mère. Or un événement mystérieux inquiète la jeune fille : son frère Frank a quitté la maison en pleine nuit, lui laissant un message écrit dont elle n'accepte pas la teneur. Les Compagnons se rendent avec elle sur les lieux de sa disparition : la « crique aux étoiles ». Le chien Kafi suit une trace olfactive donnant à penser que Franck a quitté la crique et s'est dirigé vers la route. Des bris de verre de sa lampe-torche, trouvés à terre près de la route, laissent à penser qu'il a peut-être été enlevé. L'enquête commence.
  - Suivant le lieu de poste de la lettre rédigée par Frank, les Compagnons apprennent l'existence d'un yacht basé à Saint-Tropez (L'Océanic) qui effectue des recherches océanographiques sous-marines dans le golfe de Saint-Tropez, de nuit, non loin des Issambres, près de l'endroit de la disparition. Par ailleurs les deux résidents d'une maison isolée, appelée « Villa Sans Nom », située à quelques centaines de mètres de celles de Mady et de Lydia, les inquiètent. Ces deux hommes, soi-disant des peintres, ne sortent que la nuit et observent longuement le golfe avec une longue-vue. Sur ces entrefaites, alors que sa mère est partie rendre visite à une amie à Draguignan, Lydia disparaît du domicile. Les Compagnons pensent qu'elle a été enlevée par les mêmes bandits qui ont enlevé Frank. Le soir, les jeunes gens se mettent en planque près de la « Villa Sans Nom » des artistes-peintres. Ils ont pris la précaution de dissimuler un magnétophone à long enregistrement permettant d'écouter les éventuelles discussions des suspects pendant 10 heures d'affilée. En pleine nuit, alors que les peintres examinent la mer avec leur longue-vue et que l'Océanic est dans la rade près de la calanque, le Tondu tombe à  la mer. Il est récupéré par un canot et emmené on ne sait où. Au petit matin, les Compagnons vont récupérer la bande audio et l’écoutent. Ils apprennent que les « peintres » de la « Villa Sans Nom » sont de mèche avec les hommes du yacht : du haut de la colline, ils protègent le yacht et avertissent son capitaine de tout déplacement suspect. Le Tondu a effectivement été fait prisonnier rejoignant en captivité Frank et Lydia, dans un endroit dénommé le « bois de la Caroube ».
  - Les Compagnons suivent la piste de ce lieu isolé, sur les hauteurs de Sainte-Maxime, où ils découvrent dans un blockhaus désaffecté Franck et Lydia évanouis, mais sans trace du Tondu. Suspectant qu'il est prisonnier à bord du navire, ils se rendent à la gendarmerie de Saint-Tropez, où on leur répond que faute de prouver un crime ou un délit, la perquisition du navire est impossible. On leur conseille toutefois de s'adresser à la capitainerie qui a le droit de visiter tout navire, en toute heure. Les Compagnons se rendent à la capitainerie et convainquent le Maître du port grâce à l'enregistrement. Le Maître du port se rend à l'Océanic accompagné de Kafi, « prêté » par Tidou pour l'occasion. Après palabres, il parvient à se faire accepter à bord du yacht. Mais, surprise, à son tour il est fait prisonnier ! Le yacht prend le large, emmenant ses prisonniers. Les Compagnons et la Capitainerie les prennent en chasse à bord d'une vedette des douanes et font appel à la Marine nationale. Un torpilleur léger Le Terrible arrive sur zone et le yacht est définitivement immobilisé. Le Tondu, Kafi et le Maître du port sont libérés.
  - De retour sur le continent, les policiers, les Six Compagnons, Frank et Lydia, les bandits sont tous réunis pour faire le point et mettre au jour les tenants et aboutissants de l'affaire. Frank révèle qu'il a été enlevé car, faisant de la plongée sous-marine en pleine nuit avec sa lampe-torche à la « crique aux étoiles », il avait découvert l'existence d'une grotte recélant de lourdes cantines contenant des marchandises. Il avait été contraint d'envoyer à sa sœur Lydia un courrier l'invitant à ne pas s'inquiéter. Le chef des bandits avait découvert l'endroit précis où, quelques années auparavant, un avion contenant une grosse cargaison d'or appartenant à la Banque de la Méditerranée et de l’Algérie, transférée lors du rapatriement des Français d'Algérie, s'était écrasé. Il avait voulu profiter de l’aubaine. Il avait pris en location la « Villa Sans Nom », avec deux de ses complices chargés de veilleur sur le golfe et les opérations de récupération. Il avait fait croire que l'Océanic était un bateau officiel chargé de faire des recherches scientifiques et, le soir, avait fait enlever par ses hommes les cantines contenant l'or de l'avion. Dans un premier temps, ces cantines avaient été mises en sécurité dans une grotte sous-marine, puis repêchées avec le yacht en pleine nuit pour éviter les suspicions des habitants du golfe et des autorités. Frank avait eu la malchance de découvrir l’entrée de la grotte. Il avait été fait prisonnier pour éviter qu'il ne parle, d'autant plus que l'opération de récupération était en voie d'être terminée. Lydia s'était présentée à la « Villa Sans Nom » et avait été, de même, faite prisonnière. Comme c'était la dernière nuit de l'opération, le chef de la bande avait décidé de jouer son va-tout. Les bandits sont donc arrêtés et les Six Compagnons sont remerciés pour leur enquête.

### Les Six Compagnons et les Pirates du rail
- Numéro dans la série : 17
- Auteur : Paul-Jacques Bonzon
- Année de parution : 1970
- Illustrations : Albert Chazelle
- Nombre de pages : 181
- Lieu de l'action : Veyrieu-le-Bas (village imaginaire situé au nord de Villefranche-sur-Saône).
- Résumé : Mady, Zabeth et les garçons pensent passer des vacances tranquilles quand ils prennent leurs quartiers près du village de Veyrieu. Venus camper en forêt pour cueillir des champignons, ils sont accueillis par Anna Bauchet, la cousine de Zabeth, une jeune femme qui travaille comme garde-barrière. Très vite la sérénité des Compagnons se mue en inquiétude : leur hôte a reçu, peu avant leur arrivée, la visite suspecte d'un homme qui se prétend inspecteur de la S.N.C.F. Deux jours plus tard, au hasard d'une randonnée dans les bois, les compagnons découvrent une cachette souterraine. Ils y ramassent une paire de lunettes à la forme caractéristique, que la garde-barrière identifie sans doute possible comme appartenant à son étrange visiteur. Que serait-il venu faire dans ce souterrain? Les différentes empreintes de pas relevées indiquent qu'il n'était pas seul. Les Compagnons et Zabeth font échouer le vol de sacs voyageant dans un wagon postal. Ces sacs contenaient une importante livraison de billets de banque (plusieurs millions de francs en liasses de billets de 500 francs) destinés à la Banque Nationale de Marseille.

### Les Six Compagnons et la Disparue de Montélimar
- Numéro dans la série : 18.
- Auteur : Paul-Jacques Bonzon.
- Année de parution : 1970.
- Illustrations : Albert Chazelle
- Lieu de l'action : Montélimar
- Résumé : Les Compagnons veulent venir en aide financière à La Guille qui s'est blessé à Lyon dans un accident de la circulation. Valérie et Marius Plantevigne, oncle et tante de Mady habitant à Montélimar, ont accepté que les Compagnons plantent leurs tentes dans le jardin de leur propriété et leur ont même trouvé du travail. Les quatre garçons se rendent donc à Montélimar en vélomoteurs. Le lendemain de leur arrivée, le Tondu et Tidou font la connaissance d'un adolescent aux cheveux blonds, apeuré, épuisé, qui s'était caché dans un coin (invisible à l'œil nu) d'un poids-lourd. L'adolescent est effrayé par Kafi et propose même de l’argent pour que Tidou et le Tondu le laissent partir sans poser de questions. Une jeune fille amie de Mady, Farigoulette Villeneuve, a découvert un peigne oublié sur un banc du parc public et pense qu'il appartient à l'adolescent. Le lendemain, on apprend par la radio qu'un adolescent de Troyes s'est enfui de chez-lui et a disparu : un avis de recherche est lancé. La description faite par la radio ne laisse aucun doute : l'adolescent inconnu rencontré précédemment est le fugitif et s'appelle Ludovic Barois...

### Les Six Compagnons et la Princesse noire
- Numéro dans la série : 19
- Auteur : Paul-Jacques Bonzon
- Année de parution : 1971
- Illustrations : Maurice Paulin
- Lieu de l'action : Lyon
- Résumé : Mady voit arriver une nouvelle élève dans sa classe : la nouvelle venue est noire et s'appelle Youlna Bouakou. Interrogée par Mady, elle dit venir de Guinée et être en France en raison d'une maladie de sa mère. Mady pense que Youlna ne lui dit pas toute la vérité. Elle propose aux Compagnons de suivre Youlna. Gnafron le fait et révèle que Youla, loin d'habiter dans un immeuble collectif, habite dans un grand hôtel lyonnais. De plus, la femme qui serait sa mère pourrait ne pas l'être. À la mi-décembre, alors que les Compagnons ont invité Youlna à parcourir avec eux la fête foraine, la jeune fille apprend que sa mère a eu un grave malaise et qu'elle a été emmenée à l'hôpital. Deux hommes la font monter dans une voiture. Quelques minutes après, les Compagnons apprennent que la nouvelle était un mensonge et que Youlna vient d'être enlevée. Sa « mère » se précipite en dehors de l'hôtel, va sur la rue mais se fait renverser par une camionnette…

### Les Six Compagnons et les Espions du ciel
- Numéro dans la série : 20
- Auteur : Paul-Jacques Bonzon
- Année de parution : 1971
- Nombre de pages : 158
- Illustrations : Maurice Paulin
- Lieu de l'action : Mogambie (pays imaginaire d'Afrique)
- Résumé : Sur invitation de leur amie Youlna, les Compagnons sont invités en Mogambie. Leurs péripéties débutent avant même l'atterrissage en Afrique : pendant le vol, deux individus armés obligent le pilote à changer d'itinéraire pour débarquer en pleine brousse. Peu habitués à de pareilles conditions, les jeunes Lyonnais ont fort à faire pour s'en sortir. Histoire de compliquer un peu plus le sort des passagers, l'atterrissage forcé prend une tournure encore plus inquiétante quand les réservoirs de l'appareil affichent un faible niveau de carburant. Sans la moindre idée de l'endroit où ils se trouvent, les Compagnons et les autres passagers de l'avion attendent l'arrivée de secours. Tidou et ses camarades font un certain nombre de découvertes intrigantes. D'abord, celle de deux valises de faux billets que les deux pirates de l'air ont laissées sur leur passage, bien en vue. Ensuite, alors qu'ils examinent de près l'avion, Gnafron y constate la présence d'allumettes imprégnées d'alcool à brûler. Comme le temps presse et que les secours n'arrivent pas, Mady et ses amis partent en quête d'un village. C'est le petit Diougou, leur compagnon d'infortune lors du détournement de leur vol depuis Dakar, qui aperçoit de loin les lueurs des sarés d'un village dont les habitants sont ravis d'accueillir les Compagnons. En outre, ces derniers découvrent, gisant au sol, un des deux pirates de l'air. Les Compagnons parviennent à capturer les complices. Les membres de la bande finissent par admettre qu'ils travaillent pour le compte d'un pays frontalier de la Mogambie, qui souhaitait s'emparer des plans de défense élaborés avec l'aide de la France.

### Les Six Compagnons à la Tour Eiffel
- Numéro dans la série : 21
- Auteur : Paul-Jacques Bonzon
- Année de parution : 1972
- Illustrations : Maurice Paulin
- Nombre de pages : 158
- Lieu de l'action : Paris
- Résumé : On est au mois de juillet. Le Tondu est amené à se rendre à Paris pour aider sa tante provisoirement invalide. Profitant de son temps libre, il décide de visiter la Tour Eiffel. Arrivé au deuxième étage, il admire la vue. Il découvre alors que son portefeuille a disparu. Il pense l'avoir égaré, mais un employé de la tour évoque l'œuvre d'un pickpocket. Le lendemain, il retourne à la tour dans l’espoir de retrouver, avec un peu de chance, le voleur. Il pense le reconnaître sous les traits d'un touriste. Quelques instants après, quelqu'un se plaint d'avoir été volé. On retrouve le portefeuille de la personne volée dans le blouson du Tondu ! Celui-ci est considéré comme suspect et emmené au commissariat. Il parvient à démontrer son innocence et, ulcéré par sa mésaventure, écrit à Mady pour solliciter l’aide des compagnons. Le Tondu, retournant encore une fois sur les lieux, découvre sa carte d'identité déchirée en bas de la tour. Il a aussi la chance d'apercevoir son voleur en train de discuter avec un complice. S'approchant du duo, il saisit quelques mots laissant penser que les bandits préparent un mauvais coup pour le 2 août en soirée. S'étant renseignés, les Compagnons apprennent qu'il y a deux événements ce soir-là : un gala de haute couture au restaurant du premier étage, et une réunion professionnelle d'ingénieurs au restaurant du deuxième étage. Les compagnons, assistés de Kafi, se divisent en plusieurs groupes : rez-de-chaussée, premier étage, deuxième étage. Pour sa part, Mady a réussi à se faire embaucher comme extra en tant que serveuse au restaurant du premier étage. Au cours de la soirée, elle reconnaît l'un des deux hommes décrits par le Tondu ; il discute par talkie-walkie avec son complice. En fin de soirée, on signale la disparition au deuxième étage de la tour Eiffel d'une sacoche contenant de précieux documents. Le suspect repéré par Mady est appréhendé par deux employés de la Tour. La police ne pouvant pas intervenir sur place, les deux employés emmènent l'homme au commissariat le plus proche. Quelques minutes après, coup de théâtre : l'un des deux employés était en réalité le complice du suspect ; il a assommé l'autre employé, et les deux bandits ont quitté les lieux ! Les Compagnons sont effondrés par l'échec total de leur surveillance. Les Compagnons ne perdent pas espoir. Ils savent que lors de la fausse interpellation du premier voleur, aucun des deux voleurs n'avait avec lui la sacoche. Celle-ci est donc forcément restée dans la tour et les bandits vont peut-être revenir pour la récupérer discrètement. La nuit suivante, aidés d'un employé de la Tour, ils se mettent en planque. Leur raisonnement est tombé juste : vers trois heures du matin, ils voient arriver les deux hommes. Ceux-ci sont appréhendés. Tidou presse Kafi de rechercher la sacoche. Grâce au flair du chien, elle est retrouvée dans un endroit que les jeunes gens n'avaient pas pensé fouiller. Les bandits sont livrés à la police et la sacoche restituée.

### Les Six Compagnons et la Brigade volante
- Numéro dans la série : 22.
- Auteur : Paul-Jacques Bonzon.
- Année de parution : 1972
- Illustrations : Maurice Paulin
- Lieu de l'action : Maureillas-las-Illas, frontière franco-espagnole

### Les Six Compagnons et l'Œil d'acier
- Numéro dans la série : 23
- Auteur : Paul-Jacques Bonzon
- Année de parution : 1973
- Illustrations : Maurice Paulin
- Nombre de pages : 185
- Lieu de l'action : Lyon
- Résumé :

### Les Six Compagnons en croisière
- Numéro dans la série : 24
- Auteur : Paul-Jacques Bonzon
- Année de parution : 1973
- Illustrations : Maurice Paulin
- Nombre de pages : 157
- Lieu de l'action : Croisière sur la mer Méditerranée, de Marseille à Alexandrie.
- Résumé : Tidou est informé par le proviseur de son lycée que lui et ses camarades ont droit à une croisière en Méditerranée à la suite de leurs efforts en vue de faire restaurer une vieille chapelle. Les Compagnons arrivent à convaincre la compagnie de croisières d'accepter Mady comme passagère additionnelle, la jeune fille ayant même droit à une suite en première classe tandis que ses amis sont logés ensemble dans une seule cabine. Les animaux de compagnie n'étant pas admis à bord, Kafi est contraint de faire l'impasse sur le voyage... sauf qu'au dernier moment, le brave animal rompt sa laisse et s'immisce sur le bateau en tant que passager clandestin! Le capitaine accepte avec réticence de le laisser voyager tout en le maintenant à l'écart, dans un compartiment dédié aux animaux. Le chien de Tidou se retrouve au cœur même des évènements. Sa curiosité est éveillée par deux hommes qui communiquent par le biais d'émissions-radio clandestines. Énervé d'être surpris ainsi, un des hommes s'en prend physiquement à Tidou, après avoir prétendu faire partie du personnel navigant. Cette réaction agressive surprend Solange, une hôtesse du paquebot avec laquelle les Compagnons se sont liés d'amitié. La jeune femme explique qu'il est inhabituel qu'un membre du personnel puisse se comporter ainsi avec un passager et qu'en outre, les communications par messages radio font l'objet d'un encadrement strict, y compris pour les employés. Dans la nuit qui suit les deux complices se chargent de jeter Kafi par-dessus bord. Le chien est sauvé par son maitre Tidou, qui se trouvait là par hasard en compagnie de Gnafron. Ce dernier surprend une émission sur ondes courtes au cours de laquelle le nom "Alexandrie" est prononcé à plusieurs reprises. La croisière déjà mal entamée se corse encore davantage lorsqu'une vieille Égyptienne qui voyage en compagnie d'une fillette de sept ans vient rapporter le vol de ses bijoux. Après avoir interrogé l'Égyptienne, les deux policiers logés dans la cabine voisine de celle de Mady demandent à la jeune Lyonnaise de loger Kafi ailleurs que dans sa cabine car les aboiements nocturne du chien les auraient dérangés. Mady fait part de sa perplexité car selon elle Kafi n'a nullement aboyé au cours de la nuit. La nuit suivante, alors que Tidou, Mady et Kafi sont ensemble dans la cabine de la jeune fille, le chien de Tidou commence à souffrir de mal de mer. Ne pouvant plus compter sur Kafi pour retracer les mouvements des principaux suspects, Tidou se lance tout seul dans une filature des deux policiers, sortis de leur cabine aux petites heures du matin. Il est surpris dans ses œuvres par les deux hommes, lesquels s'empressent aussitôt de déplacer les soupçons de Tidou sur le deckman Ortoli, que les Compagnons considèrent comme suspect depuis le début de la croisière. Cependant, à la lueur de nombreux indices, les jeunes Lyonnais sont de plus en plus convaincus de l'implication des policiers dans le vol des bijoux ainsi que dans la tentative d'éliminer Kafi. Alors qu'à trois heures et demie du matin le paquebot amorce son arrivée au port d'Alexandrie, les Compagnons surprennent les deux hommes tentant de fuir dans un canot pneumatique, ayant emporté avec eux les bijoux de l'Égyptienne et retenu prisonnier Le Tondu. La prompte intervention de Tidou et ses camarades arrive à mettre fin à cette entreprise. Un appel du commandant du bateau à la Sûreté Nationale permet d'établir que les deux policiers étaient en fait de faux officiers utilisant cette couverture pour voyager et agir librement sans être découverts. Les bijoux sont restitués à la vieille Égyptienne et à sa petite-fille Oulamed.

### Les Six Compagnons et les Voix de la nuit
- Numéro dans la série : 25
- Auteur : Paul-Jacques Bonzon
- Année de parution : 1974
- Illustrations : Maurice Paulin
- Nombre de pages : 182.
- Lieu de l'action : Priolay (village imaginaire près de Bourg-en-Bresse, à une soixantaine de kilomètres au nord de Lyon).
- Résumé :  Ce sont les vacances de Pâques et les Compagnons s'ennuient à Lyon. Gnafron lit un entrefilet dans le journal local : on aurait aperçu un fantôme au Château de Hautefeuille, à Priolay. Les Compagnons décident d'aller voir ce château, visitable par les touristes et dont le point central de la visite serait une riche collection de peintures anciennes. Arrivés à Priolay, les adolescents se renseignent discrètement. Tout le monde est au courant de ce « fantôme », que certains attribuent aux hallucinations de la comtesse propriétaire du château, ou à une tentative désespérée de publicité gratuite. Lors de la visite du château, Mady se fait une entorse à la cheville. Mme de Hautefeuille propose à Mady et à l’un des compagnons de rester au château (ce sera Tidou, en raison de la présence rassurante de Kafi). Elle fait des révélations aux jeunes gens : depuis plusieurs semaines, un fantôme apparaît régulièrement la nuit dans la propriété, lui intimant l'ordre de faire cesser les visites. De sa voix caverneuse, le fantôme l'accuse de présenter aux visiteurs des toiles contrefaites. La vieille dame est certaine de l’authenticité des toiles, mais par mégarde a vendu quelques mois auparavant un meuble-secrétaire qui contenait tous les certificats d'authenticité de ses tableaux. Le soir même, le fantôme apparaît aux yeux de Tidou, de Mady et de la comtesse. Kafi est lâché dans le parc du château et des coups de feu retentissent. Le prétendu fantôme est-il quelqu'un de la maisonnée ? À part Mme de Hautefeuille et sa fille, il n'y a que le couple de gardiens et la servante Jacqueline. Or celle-ci était avec Tidou et Mady lors des coups de feu. Par ailleurs on imagine mal le couple de gardiens, qui travaillent depuis longtemps pour la comtesse, se livrer à de pareils agissements. Enfin aucun des trois n'a la voix caverneuse du fantôme. Mady et Tidou appellent les autres Compagnons à la rescousse. Dès le lendemain, ceux-ci (sauf la Guille, retenu à Lyon) se présentent à la propriété. Les jeunes gens décident de procéder à une garde nocturne de la maison. Mais la nuit suivante, le fantôme réapparaît, entrant et sortant de la maison sans difficultés. Cette fois-ci, le couple de gardiens est présent lors de la présence du fantôme, ce qui les disculpe. La comtesse se demande si elle ne va pas mettre en vente la propriété. Kafi a des problèmes de santé : ayant mangé de la viande issue de boîtes de conserves avariés, il ne peut plus bouger. Tidou l'emmène en consultation chez le vétérinaire, qui ne trouve aucun signe alarmant. Les Compagnons se demandent si le chien n'aurait pas été empoisonné. Une nuit suivante, le fantôme réapparaît une troisième fois. Cette fois, Tidou a enregistré la voix du fantôme donnant l'ordre à la comtesse de ne plus présenter ses tableaux au public. L'audition de la bande permet de découvrir qu'il s'agit d'un enregistrement audiophonique répété trois fois. La découverte d'un drap blanc percé de trous dans la cave, où seule Jacqueline a l'habitude de se rendre, relance l'enquête et fait renaître les soupçons à l'égard de la servante. Serait-elle le fantôme et à l'origine de l'empoisonnement de Kafi ? Une nouvelle et dernière apparition du fantôme permet l’arrestation des malfaiteurs et la résolution de l’énigme. Trois personnes étaient impliquées : le couple de gardiens et Jacqueline, tous trois jouant le fantôme à tour de rôle. Ils étaient en lien avec un homme d'affaires qui voulait faire peur à Mme de Hauefeuille afin de l’inciter à vendre le château et ses tableaux. Ces trois personnes, arrêtées, avouent tout.
- Remarque : une remarque humoristique est faite à plusieurs reprises au sujet des ronflements de la comtesse lors de son sommeil. Quand celle-ci l'apprend en fin de roman, elle en sourit de bonne grâce.

### Les Six Compagnons se jettent à l'eau
- Numéro dans la série : 26
- Auteur : Paul-Jacques Bonzon
- Année de parution : 1974
- Illustrations : Maurice Paulin
- Nombre de pages :
- Lieu de l'action : Lyon.
- Résumé : A Lyon, les Six Compagnons se sont fait un nouvel ami : Angelo, un jeune guitariste portugais qui chante dans une péniche-restaurant amarrée sur la Saône. Peu après, Angelo disparait en même temps qu'a lieu le cambriolage d'une bijouterie. Lorsque le flair de Kafi détecte un possible passage d'Angelo devant la vitrine de la bijouterie cambriolée, Tidou et ses camarades sont sous le choc. Leur ami serait-il impliqué dans le braquage? Kafi poursuit la piste d'Angelo, ce qui l'amène près de la péniche. Afin d'en examiner la coque, Tidou propose de plonger dans la Saône.

### Les Six Compagnons dans la citadelle
- Numéro dans la série : 27
- Auteur : Paul-Jacques Bonzon
- Année de parution : 1975
- Illustrations : Maurice Paulin
- Nombre de pages :
- Lieu de l'action : Besançon (Doubs)
- Résumé : Les vacances scolaires du mois de mars se profilent pour les Compagnons, qui ont pour projet d'effectuer un séjour en Provence. Monsieur Thévenet, leur sympathique nouveau professeur d'anglais, est victime d'une explosion dans son appartement de la rue Longue. Dans la foulée, la presse relate une succession d'explosions similaires se produisant à travers la France, et impliquant à chaque fois des montres à quartz synthétique de la marque Alpha-Dzeta. Ces montres sont fabriquées dans une usine à Besançon dans le Doubs. Il n'en faut pas plus pour que Mady convainque ses camarades de renoncer à leurs vacances en Provence. Leur nouvelle destination sera Besançon, où ils sont accueillis par la cousine de La Guille après un trajet mouvementé marqué par des orages, de la brume et des accidents de la route. Pendant le trajet Lyon-Besançon, d'autres explosions impliquant des montres Alpha-Dzeta sont annoncées par les journaux. C'est la réputation même de ce fabricant qui est menacée, et à travers elle celle de la ville. Son attention attirée par Kafi, Tidou remarque dès le premier soir les mouvements suspects de deux hommes aux alentours de l'usine fabricant les montres. Il s'organise avec les autres Compagnons afin de surveiller ces mouvements. Un soir, Kafi est victime de fléchettes lancées par les deux complices afin de l'assoupir; il arrive heureusement à retrouver son état normal dès le lendemain. Les suspicions des jeunes Lyonnais se précisent, mais comment coincer la bande? Mady se cache dans un mannequin afin de voir à l'œuvre les deux malfaiteurs, mais elle se fait surprendre à la suite d'une chute. Ils s'enfuient et ouvrent une cage enfermant deux lions du zoo de Besançon afin d'effrayer leurs poursuivants. Tidou et Gnafron déjouent ce mauvais tour en se cachant derrière des parapluies, avant d'aller prévenir la police par téléphone. Les policiers accourent, découvrant plusieurs montres Alpha-Dzeta dans un meuble. Avec l'aide de deux ingénieurs, ils arrivent à reconstituer le procédé utilisé par les malfaiteurs. L'un d'eux, Riesler, s'était fait embaucher par l'usine Alpha-Dzeta. Il subtilisait régulièrement des montres pour les faire passer à son complice. Celui-ci, un ancien chimiste, trafiquait ensuite les montres pour y insérer des composants susceptibles d'exploser au contact de la chaleur. Leur chef, commanditaire de ces actions, est un ancien employé d'Alpha-Dzeta qui cherchait à nuire au fabricant de montres.

### Les Six Compagnons devant les caméras
- Numéro dans la série : 28
- Auteur : Paul-Jacques Bonzon
- Année de parution : 1975
- Illustrations : Robert Bressy
- Nombre de pages : 155
- Lieu de l'action : autour de Morez (Jura)
- Résumé :  Une société de production recherche un chien-loup "de forte taille, intelligent et docile" en vue d'un tournage près de la frontière suisse. Il n'en faut pas plus aux Six Compagnons pour répondre à l'annonce passée par la Société Rhodania-Films. Comme Kafi correspond parfaitement au profil recherché, il est retenu par l'équipe de tournage à la fin du casting. Les Compagnons sont fous de joie : grâce au chien de Tidou, ils se retrouvent dans le Haut-Jura, en plein tournage. Petit à petit leur enthousiasme laisse la place à de la méfiance. Pourquoi les producteurs n'ont-ils pas choisi un chien de la région? Le comportement des "producteurs" ne correspond pas tout à fait à ce que l'on attendrait d'une équipe de professionnels du cinéma.

### Les Six Compagnons au Village englouti
- Numéro dans la série : 29
- Auteur : Paul-Jacques Bonzon
- Année de parution : 1976
- Illustrations : Robert Bressy
- Nombre de pages :
- Lieu de l'action : Maubrac (village imaginaire à une douzaine de kilomètres de Saint-Flour en Auvergne)
- Résumé : En ce début de mois d’août, les Six Compagnons accomplissent un vieux rêve en séjournant au lac de Maubrac en Auvergne, près duquel ils ont loué un gîte rural. À leur grande déception, en arrivant sur place ils se rendent compte que le lac artificiel a été vidé de ses eaux pour permettre des réparations sur le barrage. Ils font peu après la connaissance de Gambadou, un homme solitaire boiteux qu’ils sauvent de la noyade. Gambadou confie aux Compagnons qu’il recherche un trésor caché que ses oncles et tantes auraient caché avant leur mort. Dans le sillage de cette rencontre, les jeunes Lyonnais reçoivent un message anonyme leur intimant l’ordre de ne pas venir en aide à Gambadou.

### Les Six Compagnons au tour de France
- Numéro dans la série : 30
- Auteur : Paul-Jacques Bonzon
- Année de parution : 1976
- Illustrations : Robert Bressy
- Nombre de pages :
- Lieu de l'action : sur les étapes du Tour, particulièrement à Morzine (Haute-Savoie)
- Résumé : Sur les routes de la Grande Boucle, les Compagnons (moins Bistèque, demeuré à Lyon car il est souffrant ; mais il rejoindra l'équipe pour les 2 dernières étapes...) accompagnent Antonin Aubanel, dit "Baba". Originaire de Reillannette comme Tidou, il s'agit du nouveau prodige du cyclisme français, arrivé deuxième de l'épreuve Milan-Sanremo à seulement 20 ans ! Son parcours du Tour de France sera semé d'embûches : l'émergence de ce jeune champion ne fait pas que des heureux, et certains concurrents sont prêts à tout pour empêcher le succès de Baba. Le prologue est enlevé par le Hollandais Stevens. Classé 13ème, Baba se comporte honorablement. Lors de la deuxième étape, il termine en compagnie du peloton derrière le Français Martin, vainqueur de l'épreuve. Au terme de cette épreuve, le vétéran italien Rodolfi, leader de l'équipe dont fait partie Baba, se décide à secouer ses troupes, dont il trouve le comportement trop passif. Une tactique plus agressive lors la course suivante porte ses fruits, permettant à l'Italien de conquérir le maillot jaune tout en franchissant la ligne d'arrivée en tête aux Sables-d'Olonne. Baba entame les épreuves finales du Tour en position de faiblesse. S'étant sacrifié lors des étapes précédentes pour faire le jeu de son coéquipier Rodolfi, il compte désormais quatre minutes de retard sur le maillot jaune.

### Les Six Compagnons au concours hippique
- Numéro dans la série : 31
- Auteur : Paul-Jacques Bonzon
- Année de parution : 1977
- Illustrations : Robert Bressy
- Nombre de pages :
- Lieu de l'action : Lyon et Dolimay (village imaginaire à une quinzaine de kilomètres de Lyon)
- Résumé :  Les vacances de Pâques sont là. Le Tondu propose à ses camarades d'apprendre à monter à cheval, une suggestion qui leur semble particulièrement farfelue. Néanmoins, quelques jours plus tard cette idée devient réalité grâce à un ami des Compagnons, Patrice Longeville. Passionné d'équitation, ce dernier s'entraine en vue d'un concours hippique auquel il compte participer en compagnie de son coursier Rodolphe. Un beau jour, le pur-sang est enlevé par des bandits.

### Les Six Compagnons et la Clef-minute
- Numéro dans la série : 32
- Auteur : Paul-Jacques Bonzon
- Année de parution : 1977
- Illustrations : Robert Bressy
- Nombre de pages :
- Lieu de l'action : Lyon et Saint-Laurent-d'Aunay (village imaginaire)
- Résumé :  Dans un petit village, les Compagnons participent à la restauration d'une chapelle romane dans laquelle se trouve un tableau du peintre espagnol Ribera. Alors que la restauration est sur le point de s'achever, un expert constate que le tableau original a été volé et remplacé par une copie. Il n'y a pas eu d'effraction: l'auteur du forfait possédait un double des clefs. S'agit-il de ce visiteur qui avait demandé une permission en vue de réaliser une copie de la toile? Une longue enquête débute pour les Compagnons, les conduisant à travers Lyon en vue de retracer le serrurier ayant réalisé le double des clefs. C'est dans une petite rue du 3ème arrondissement de Lyon que les adolescents arrivent enfin à retrouver leur homme.

### Les Six Compagnons et le Cigare volant
- Numéro dans la série : 33
- Auteur : Paul-Jacques Bonzon
- Année de parution : 1978
- Illustrations : Robert Bressy
- Nombre de pages :
- Lieu de l'action : près de La Courtine (Creuse)
- Résumé : Nos jeunes Lyonnais campent dans le parc régional de Millevaches dans le Limousin. Sur ce plateau désert, leur sommeil nocturne est perturbé par des sifflements semblant provenir du ciel. Ils ne lèveront pas le camp avant d'avoir résolu ce mystère.

### Les Six Compagnons et les Piroguiers
- Numéro dans la série : 34
- Auteur : Paul-Jacques Bonzon
- Année de parution : 1978
- Illustrations : Robert Bressy
- Nombre de pages :
- Lieu de l'action : Sénégal
- Résumé : Les vacances des Compagnons au Sénégal prennent une tournure inquiétante lorsqu'ils découvrent un piroguier inanimé. Celui-ci, qui est le frère de leur nouvel ami Lucien N'Goum, voulait se rendre sur une petite île et a reçu des menaces de la part d'étrangers. Il a été sommé de ne pas revenir dans l'île, sous peine d'y laisser la vie.

### Les Six Compagnons et la Bouteille à la mer
- Numéro dans la série : 35
- Auteur : Paul-Jacques Bonzon
- Année de parution : 1979.
- Illustrations : Robert Bressy
- Nombre de pages : 148.
- Lieu de l'action : Saint-Vaast-la-Hougue et Saint-Marcouf (Manche).
- Résumé : Les Compagnons et Mady sont invités par des amis de celle-ci à prendre des vacances sur la côte normande, à Saint-Vaast-la-Hougue. Ils acceptent et s'y rendent à cyclomoteur. Le gros bourg a un problème économique : depuis quelques semaines, il n'y a plus de poissons et les chalutiers reviennent bredouille au port. Et peu après leur arrivée, ils découvrent une bouteille à la mer, contenant un message mystérieux : quelqu'un demande de l'aide depuis une des îles Saint-Marcouf. Arrivés sur l'île, les Compagnons découvrent divers objets qu'a laissés un naufragé (notamment des bottes de marin). Mais le naufragé a disparu. Des recherches dans des journaux locaux récents leur apprennent qu'un homme a été retrouvé peu de temps auparavant en train de nager dans la Manche ; il a été conduit à l'hôpital. S'y rendant, ils apprennent qu'il a quitté l'établissement médical. Grâce à des indications données par une infirmière, ils le retrouvent. L'homme s'appelle « Flambart » et leur raconte son histoire. Il faisait du braconnage et piégeait des lapins, quand il a été battu par deux hommes qui lui ont donné l'ordre de ne plus jamais revenir dans l'île. Son modeste doris a été coulé et, risquant de mourir de faim, de soif et de froid sur l'île, a tenté de regagner la terre ferme en nageant. Les Compagnons décident de retourner explorer l'île. Ils remarquent que leurs faits et gestes sont suivis depuis par la côte par deux hommes qui résident dans la « Villa bleue », une villa retirée. Retournant encore une fois dans l'île, ils découvrent une sorte de souterrain en forme de puits protégé par une porte forte. Au fond du puits, du matériel ressemblant à des sonars et des radars. Les jeunes gens et Flambart se mettent à guetter les deux bandits. Pendant que le Tondu repart explorer le puits/souterrain, les bandits arrivent en pleine nuit, et la bataille commence entre les Compagnons, dont l'atout principal est le chien Kafi, et les deux bandits, qui sont munis de pistolets. Pendant ce temps, le Tondu est à deux doigts de se noyer au fond du puits. Les jeunes gens et Flambart sont d'abord victorieux, mais l'usage des armes à feu par les deux hommes change la donne. Les Compagnons leur révèlent alors que la grosse barque des intrus a été poussée en pleine mer et qu'ils sont, comme eux, piégés dans l'île. L'un des deux hommes allant vérifier leurs dires, une nouvelle bagarre a lieu : l'homme resté seul est maîtrisé ; le second l'est tout autant à son retour. Un hélicoptère arrive alors. Le Tondu est secouru in extremis. Les appareils électroniques des bandits sont examinés et la vérité éclate. Ce sont eux, avec un commanditaire lui-aussi bientôt appréhendé, qui ont fait fuir les bancs de poisson. Leur but était de racheter à bas prix des bateaux de pêche de marins de la côte normande et les revendre à des marins anglais.

### Les Six Compagnons et les Skieurs de fond
- Numéro dans la série : 36
- Auteur : Paul-Jacques Bonzon
- Année de parution : 1979
- Illustrations : Robert Bressy
- Nombre de pages :
- Lieu de l'action : entre Villard-de-Lans et Autrans (massif du Vercors)
- Résumé :

### Les Six Compagnons et les Bébés phoques
- Numéro dans la série : 37
- Auteur : Paul-Jacques Bonzon
- Année de parution : 1980
- Illustrations : Robert Bressy
- Nombre de pages :
- Lieu de l'action : Laponie (Norvège)
- Résumé :  Quarante adolescents lyonnais sont choisis par le gouvernement norvégien pour un séjour dans la province de Tromsoe. Les Compagnons font partie des heureux élus. Ils prennent l'avion puis le bateau pour se rendre dans la partie la plus septentrionale de la Norvège. Sur place ils font connaissance avec leur famille d'accueil respective: les Torril pour Tidou, Gnafron et Mady, les Kneer pour le Tondu, La Guille et Bistèque. Les jeunes lyonnais observent un étrange trafic orchestré par des individus ayant fait cabine commune avec Tidou lors du voyage depuis la France. Alors qu'ils se prétendent Norvégiens, Tidou les a surpris parlant couramment francais. Avec leurs complices, ils transportent d'étranges sacs censés contenir des engrais. Mais qu'en est-il réellement? Avec l'aide du vieux Peder Torril et de son gendre Harald, les Compagnons tentent de suivre les suspects en mer, sans succès. Kafi se retrouve au cœur de l'action. D'abord il échappe de justesse à un coup de feu tiré par les malfaiteurs. Ensuite ces derniers arrivent quand même à enlever le chien de Tidou, l'attachant à leur véhicule. Sans Kafi, l'angoisse des Compagnons est à son paroxysme. Tidou profite d'un moment d'inattention pour délivrer son chien alors que les malfaiteurs sont tombés en panne. Pendant ce temps Mady et la Guille sont partis prévenir la police norvégienne, dont le chef de canton arrive juste à temps pour empêcher la fuite des criminels et étaler au grand jour leur odieux trafic.

### Les Six Compagnons dans la Ville rose
- Numéro dans la série : 38
- Auteur : Paul-Jacques Bonzon
- Année de parution : 1980
- Illustrations : Robert Bressy
- Nombre de pages : 188.
- Lieu de l'action : Toulouse et Blagnac (Haute-Garonne).
- Résumé :  Corget est désormais installé à Toulouse. Un de ses camarades surprend un homme s'échappant de  l'usine d'aviation de la SNIAS (Société nationale industrielle aérospatiale) en enjambant un mur. L'homme se précipite ensuite sur le garçon pour lui voler son vélo avant de filer à toute vitesse. Corget fait appel aux Six Compagnons pour éclaircir cette affaire. Devant son insistence ses camarades annulent leurs vacances prévues en Alsace afin de mettre le cap sur la ville rose. Venus pour aider le camarade de Corget à retrouver son vélo, les Compagnons se retrouvent plongés de fil en aiguille dans un cas bien plus complexe. Ils découvrent un groupe d'hommes qui s'intéressent d'un peu trop près aux usines aéronautiques de la région. Faisant appel au flair de Kafi pour pister l'un de ces hommes, les voilà conduits au coeur du quartier de la Roseraie, à l'autre bout de la ville par rapport à Blagnac où vit Corget. Un soir Tidou, Corget et Gnafron s'introduisent dans le garage du suspect, accompagnés de Kafi. Surpris dans leur besogne par le propriétaire des lieux, les Compagnons lui font part de leurs suspicions à son égard. A son tour pris de court, l'homme, répondant au nom de Béranger, explique être un détective travaillant pour le compte de la Compagnie Toulousaine de Sécurité. Les Compagnons acceptent ces explications et décident de restituer à Béranger la sandale ayant permis à Kafi de retrouver sa trace. Cependant, Mady demeure suspicieuse quant à cette version des faits. Ses soupçons s'alourdissent quand, le lendemain, Béranger présente aux Compagnons une lettre de menaces anonyme qu'il dit avoir reçue dans sa boite aux lettres. Il demande alors aux jeunes Lyonnais de quitter le quartier de la Roseraie afin d’éviter tout danger. Mady s'en va fureter dans la maison du suspect tandis que celui-ci discute avec ses camarades. Ce faisant, elle découvre le vélo bleu disparu ayant appartenu à Coincoin, le camarade de Corget! Elle en profite pour récupérer discrètement un autre objet appartenant à Béranger afin de pouvoir faire appel à Kafi pour le retrouver. Mis au jus de cette découverte troublante par Mady, les Compagnons sont forcés de se rendre à l’évidence : ils ont été bernés et leur camarade avait raison de ne pas croire à l’histoire de Béranger. Sur les conseils de Corget, ils décident de s’installer dans une ancienne usine à gaz du quartier de Bonhoure, plus au nord, en faisant semblant de déguerpir comme demandé par Béranger. À la suite de plusieurs exercices de filature dans des endroits stratégiques de Toulouse, les Compagnons découvrent que Béranger et ses deux complices se sont données pour but de faire exploser le CNES (Centre National d’Etudes Spatiales), lieu où sont stockés les plans du nouvel avion supersonique français, le Delta. Dans le but de réaliser cet attentat, les malfaiteurs stockent du matériel explosif dans une savonnerie désaffectée. Les choses prennent un mauvais tournant lorsque Mady, partie seule en mission sans attendre l'aval des autres Compagnons, se fait enlever par les ennemis. L’adolescente arrive à contacter ses camarades par talkie-walkie et indique être retenue prisonnière dans un lieu avec vue sur la Garonne. Tidou demande à Mady d’utiliser son sifflet à ultrasons afin d’attirer Kafi et permettre au chien de retrouver sa trace. Après une journée d’efforts infructueux, l’idée de Tidou arrive enfin à un dénouement heureux lorsque son chien retrouve la trace de Mady dans le quartier de la Daurade, en pleine nuit. Grâce aux signaux en morse envoyés par Mady, Tidou comprend qu’il faut agir en urgence car les malfaiteurs ont l’intention de passer à l’acte à trois heures du matin, soit dans à peine quelques heures. Au bout de quelques fâcheux contretemps Tidou débarque au commissariat de la rue Saint-Roch, où il déballe toute l'enquête des Compagnons et la menace de l'attaque visant le CNES aux agents présents. Ceux-ci s'occupent de faire libérer Mady avant de se rendre dans le tunnel creusé par les malfaiteurs pour compléter leur basse besogne. Là-bas ils constatent que Tidou, Corget, Gnafron, Bistèque et La Guille ont réussi à prendre le dessus sur les deux hommes, qui refusent néanmoins de coopérer. Il faut toute l'intelligence de Kafi pour faire débrancher le réveil qui aurait activé l'explosion, alors que celle-ci était sur le point de se produire. Une course-poursuite s'ensuit afin de mettre la main sur Béranger et son épouse, qui tentent de fuir en voiture. Béranger prétend agir au nom d'un groupuscule d'écologistes opposés à la commercialisation du Delta, un motif auquel refuse de croire les policiers. Les Compagnons restituent à Coincoin le vélo que lui avait volé le cerveau de la bande, à la plus grande joie de Corget.

## Les autres auteurs
Après la mort de l'auteur en 1978, onze titres supplémentaires sont publiés jusqu'en 1994, écrits par Olivier Séchan (trois titres), Pierre Dautun (six titres) et Maurice Périsset (deux titres).

### Les Six Compagnons et les Agneaux de l'Apocalypse
- Numéro dans la série : 39.
- Auteur : Olivier Séchan.
- Année de parution : 1982.
- Illustrations : Robert Bressy.
- Nombre de pages : 148.
- Lieu de l'action : Lyon et Lozanne.
- Résumé : Mady et Tidou, accompagnés de Kafi, sont les témoins d'une scène étrange impliquant une jeune femme de 21 ans, Véronique, poursuivie par deux hommes qui veulent la forcer à venir avec eux. Mais quand Tidou et Mady interviennent, la jeune femme refuse leur aide et finalement, suit les deux hommes. Trois jours plus tard, Mady rencontre par hasard Véronique, en compagnie d'autres hommes, en train de vendre des bijoux de fantaisie sur un marché. Étant sous l'étroite surveillance de ses compagnons, Véronique paraît effrayée et ne peut pas parler franchement à Mady. Les Six Compagnons tentent de porter secours à Véronique qui a été prise dans les filets psychologiques d'une secte, Les Agneaux de l'Apocalypse. Véronique craint qu'on ne s'en prenne à son petit frère Bruno. L'oncle de Véronique et de Bruno a tenté de résister aux souhaits de Véronique, mais sans succès : la jeune femme semble sourde à tout argument raisonnable. La secte est dirigée par le Grand Maître, secondé par Fidelius (appelé le « Grand Frère »). Après une enquête sur le Clos Bleu, résidence des membres de la secte, les Compagnons passent à l'action. Ils profitent des divergences de vues entre le Grand Maître et Fidelius, lequel tente d'évincer son chef pour prendre sa place. Il y a d'un côté le Grand Maître, dont l'autorité est contestée par Fidelius ; d'un autre côté Fidelius, secondé par Honorius ; enfin les Six compagnons, secondés par Galienus. Les Compagnons lancent une « attaque » du Clos Bleu avec de nombreux pétards : le but est d'éloigner Fidelius de son bureau pour y placer un magnétophone, relié à un talkie-walkie. Au début, le plan fonctionne parfaitement : les résidents quittent la maisonnée pour savoir d'où viennent ces détonations inquiétantes. Les Compagnons ont pu enregistrer une conversation compromettante entre Fidelius et Honorius. Ils font écouter l'enregistrement aux membres de la secte, qui prennent le parti du Grand Maître et qui expulsent des lieux Fidelius et Honorius. Le plan secret des deux compères est anéanti. Il consistait à accaparer les biens de l'héritage de Véronique. Celle-ci commence à comprendre qu'elle a été manipulée depuis le début.

### Les Six Compagnons à l'Étang de Berre
- Numéro dans la série : 40.
- Auteur : Olivier Séchan.
- Année de parution : 1983.
- Illustrations : Robert Bressy.
- Lieu de l'action : Sausset-les-Pins (Bouches-du-Rhône).
- Résumé : La Guille est en vacances chez son truculent oncle Hector Bassarte et son épouse Héloïse à Sausset-les-Pins dans les Bouches-du-Rhône. Ayant découvert des « choses bizarres », il écrit une lettre à ses camarades lyonnais leur suggérant vivement de le rejoindre. Or, à leur arrivée chez l'oncle Hector, les Compagnons découvrent que leur ami a disparu. Oncle Hector décide d'alerter son partenaire de pétanque, le commissaire Delange, qui croit en une fugue de l'adolescent. Mais les Compagnons savent que leur ami n'a pas fugué : il a laissé chez son oncle et sa tante son harmonica auquel il tient tant…

### Les Six Compagnons et le Carré magique
- Numéro dans la série : 41.
- Auteur : Olivier Séchan.
- Année de parution : 1984.
- Illustrations : Robert Bressy.
- Nombre de pages : 157.
- Lieu de l'action : Via Tolosana (Saint-Gilles)
- Résumé : Les Compagnons viennent en aide à un homme qui, dans un jardin public, se fait voler un livre. Le vol échoue et l'homme prend la fuite. La victime s'appelle Maurice Darregaud, c'est une jeune chercheur passionné par le pèlerinage de Saint-Jacques-de-Compostelle. Le livre, emprunté à la bibliothèque municipale, a été annoté jadis par un érudit, Léopold Cornus, selon lequel il n'existe pas quatre chemins menant à Saint-Jacques-de-Compostelle mais cinq. Ses notes écrites au crayon donnent des indications sur le trajet de cette cinquième route, laquelle pourrait mener à la cachette d'un trésor. Les Compagnons décident d'aider leur nouvel ami. Ils élaborent un plan simple : se « laisser voler » le livre en question, tout en gommant certains passages écrits au crayon. Chose dite, chose faite. Le voleur du parc, dont on apprendra plus tard qu'il s'appelle Schmitz, fait voler le précieux ouvrage. Les jeunes gens et Maurice décident de suivre la voie indiquée par les annotations manuscrites. Ils font alors face aux menées d'une « seconde équipe », distincte de celle de Schmitz, qui souhaite aussi connaître les annotations de l’ouvrage. Les Compagnons découvrent que les deux personnes composant cette équipe sont des érudits allemands et qu'on peut leur faire confiance. Ils s'allient donc avec le professeur Wiegener et son assistant. Ils se rendent à Autun, Brancion, Saint-Rémy-de-Provence, Saint-Gilles. Pendant ce temps, l'équipe de Schmitz suit aussi le même trajet. La clé du mystère réside dans un carré magique comprenant des lettres. Mais la résolution de ce carré magique est impossible à faire et le code résiste à leurs tentatives de résolution. Le but est de découvrir l’endroit où est caché le fabuleux trésor des sultans d'Égypte (appelé aussi « trésor du prince Conrad », du nom de celui qui l'a rapporté en France). La fin du roman se déroule à Saint-Gilles, dans le Gard. L'équipe des Six Compagnons, de Maurice, du professeur Wiegener et de son assistant doit faire face à celle de Schmitz. Tidou ayant percé l'énigme du Carré magique, le trésor est découvert au sein de l'Église de Saint-Gilles. Le trésor peut être versé au patrimoine français. Schmitz et ses complices sont arrêtés.

### Les Six Compagnons hors-la-loi
- Numéro dans la série : 42.
- Auteur : Pierre Dautun.
- Année de parution : 1984.
- Illustrations : Robert Bressy.
- Lieu de l'action : Lyon
- Résumé : les Compagnons enquêtent dans le monde des bouches lyonnais. Par ailleurs Corget revient avec les Compagnons pour les vacances.

### Les Six Compagnons et le Chasseur de scoops
- Numéro dans la série : 43.
- Auteur : Pierre Dautun.
- Année de parution : 1985.
- Illustrations : Robert Bressy.
- Nombre de pages : 148.
- Lieu de l'action : Lyon et Paris.
- Résumé : La Guille est tout excité d'interviewer Guy Lachenal, le plus célèbre chasseur de scoops de la région lyonnaise. Le reporter se montre tellement désagréable lors de cet entretien que l'adolescent préfère ne pas en parler avec ses camarades. À sa grande surprise, quelques jours plus tard La Guille reçoit un appel de La Gazette Lyonnaise. C'est Lachenal qui désire discuter de nouveau avec lui. Que peut-il bien avoir en tête? Tidou et Mady se rendent compte que Guy Lachenal n'est pas celui qu'il prétend être. Ses scoops sont fabriqués de toutes pièces avec la participation de complices. Mais comment prouver ces manigances?

### Les Six Compagnons et l'Énigme de la télémagie
- Numéro dans la série : 44.
- Auteur : Pierre Dautun.
- Année de parution : 1985.
- Illustrations : Robert Bressy.
- Nombre de pages : 156.
- Lieu de l'action : Lyon et Toulouse.
- Résumé :

### Les Six Compagnons et la Radio libre
- Numéro dans la série : 45.
- Auteur : Olivier Séchan.
- Année de parution : 1986.
- Illustrations : Robert Bressy.
- Nombre de pages : 154.
- Lieu de l'action : Lyon.
- Résumé :

### Les Six Compagnons au Tournoi de la chanson
- Numéro dans la série : 46.
- Auteur : Pierre Dautun.
- Année de parution : 1986.
- Illustrations : Robert Bressy.
- Nombre de pages : 154.
- Lieux de l'action : Lyon, Paris, région parisienne.
- Résumé :

### Les Six Compagnons et la Fiancée de Kafi
- Numéro dans la série : 47.
- Auteur : Pierre Dautun.
- Année de parution : 1987.
- Illustrations : Robert Bressy.
- Nombre de pages : 154.
- Lieu de l'action : Lyon.
- Résumé :

### Les Six Compagnons à l'affût
- Numéro dans la série : 48.
- Auteur : Maurice Périsset.
- Année de parution : 1988.
- Illustrations : Robert Bressy.
- Nombre de pages : 157.
- Lieu de l'action : Lyon, propriété La Martinière à Vienne.
- Résumé :

### Les Six Compagnons et les Caïmans roses
- Numéro dans la série : 49.
- Auteur : Maurice Périsset.
- Année de parution : 1994 (Hachette dans la collection Bibliothèque verte).
- Illustrations : Robert Bressy.
- Lieu de l'action : Lyon et Vienne.
- Résumé : En ce mois d’août orageux, les Compagnons se prennent d’intérêt pour un concours organisé par le journal Lyon-Star. Ce jeu promet aux éventuels gagnants de belles récompenses, notamment un voyage à Florence. Lorsque les résultats sont communiqués, Tidou et ses camarades sont déçus de ne remporter qu’un prix de consolation, des T-shirts. Ils se rendent plusieurs fois au siège de Lyon-Star dans le but de récupérer leurs prix, sans succès. L’attitude peu professionnelle et les réponses évasives du personnel du journal ne tardent pas à attirer les interrogations des jeunes gens. Mady divise les équipes en deux dans le but d’aller retrouver les gagnants du concours et déterminer s’ils ont bien perçu les gains promis. En compagnie de Tidou et du Tondu, elle se rend dans un immeuble du quartier des Brotteaux, où le comportement très suspect de la concierge intrigue les trois adolescents. Pendant ce temps, La Guille, Bistèque et Gnafron surprennent le directeur de Lyon-Star en rendant visite à la deuxième gagnante, Mlle Livron. Mady se rend en compagnie de Tidou au marché Saint-Nicolas, où ils constatent que les vêtements de la marque Lamontée s’écoulent en grandes quantités. Sollicitant l’aide de leur ami Marc Perrod, les Compagnons se lancent dans une campagne de distribution de tracts visant à mettre en garde les acheteurs contre la piètre qualité des produits portant le logo du caïman. À la suite de cette action concertée le patron de la marque débarque au marché Saint-Nicolas et fait enlever tous les vêtements destinés à la vente. Dans la foulée les entrepôts Lamontée sont vidés de tous leurs stocks, comme le constatent La Guille et Le Tondu. Pendant qu’il enquête de nouveau du côté de Lyon-Star, Bistèque est enlevé et conduit dans une villa près de Vienne. Il y est rejoint par Le Tondu et Kafi, surpris par deux individus alors qu’ils se trouvaient dans la caverne de la Rampe des Pirates. Une vieille femme et un homme musclé surveillent les trois captifs. Aidés de Kafi les deux garçons arrivent à fausser compagnie à leurs ravisseurs. Ils contactent Marc Perrod, lequel vient leur porter assistance en compagnie de son cousin Julien. Entretemps les autres Compagnons ont non seulement découvert la disparition de leurs camarades, mais aussi la fermeture de Lyon-Star sous prétexte de congés annuels. Les Compagnons, Julien et Marc retournent à la villa Les Cèdres, où Le Tondu et Bistèque avaient été maintenus prisonniers. Ils délivrent Mady, enlevée à son tour par leurs ennemis qui projettent de fuir en Italie pour ensuite écouler leur marchandise en Afrique du Nord. Prévenue par la mère de Marc, la police débarque aux petites heures du matin à la villa Les Cèdres. Avec la participation de Kafi les policiers arrivent à mettre la bande de faussaires hors d’état de nuire.

## Les illustrateurs
Plusieurs illustrateurs se sont succédé dans l'histoire de l'édition des Six Compagnons. Le premier est Albert Chazelle, de 1961 jusqu'en 1970. Puis se relayeront Maurice Paulin de 1971 à 1975, Robert Bressy de 1975 à 1994, Christian Vicini de 1983 à 1990 (pour la Collection Masque Jeunesse dont les couvertures sont reprises par la Bibliothèque verte), et André Taymans depuis 2000 jusqu'au passage de la série dans la Collection des Classiques de la Rose .

## Éditions françaises
Pour la France, la série est éditée dans son ensemble dans la collection Bibliothèque verte, chez Hachette.
À noter que certains titres sont parus chez Hachette dans la collection Bibliothèque de la jeunesse (une vingtaine de titres), dans la collection Idéal-Bibliothèque (Les Compagnons de la Croix-Rousse, 1969) et dans la collection La Galaxie (Les Compagnons de la Croix-Rousse, Galaxie 3 en 1).